# Carnaval de Santa Cruz de Tenerife

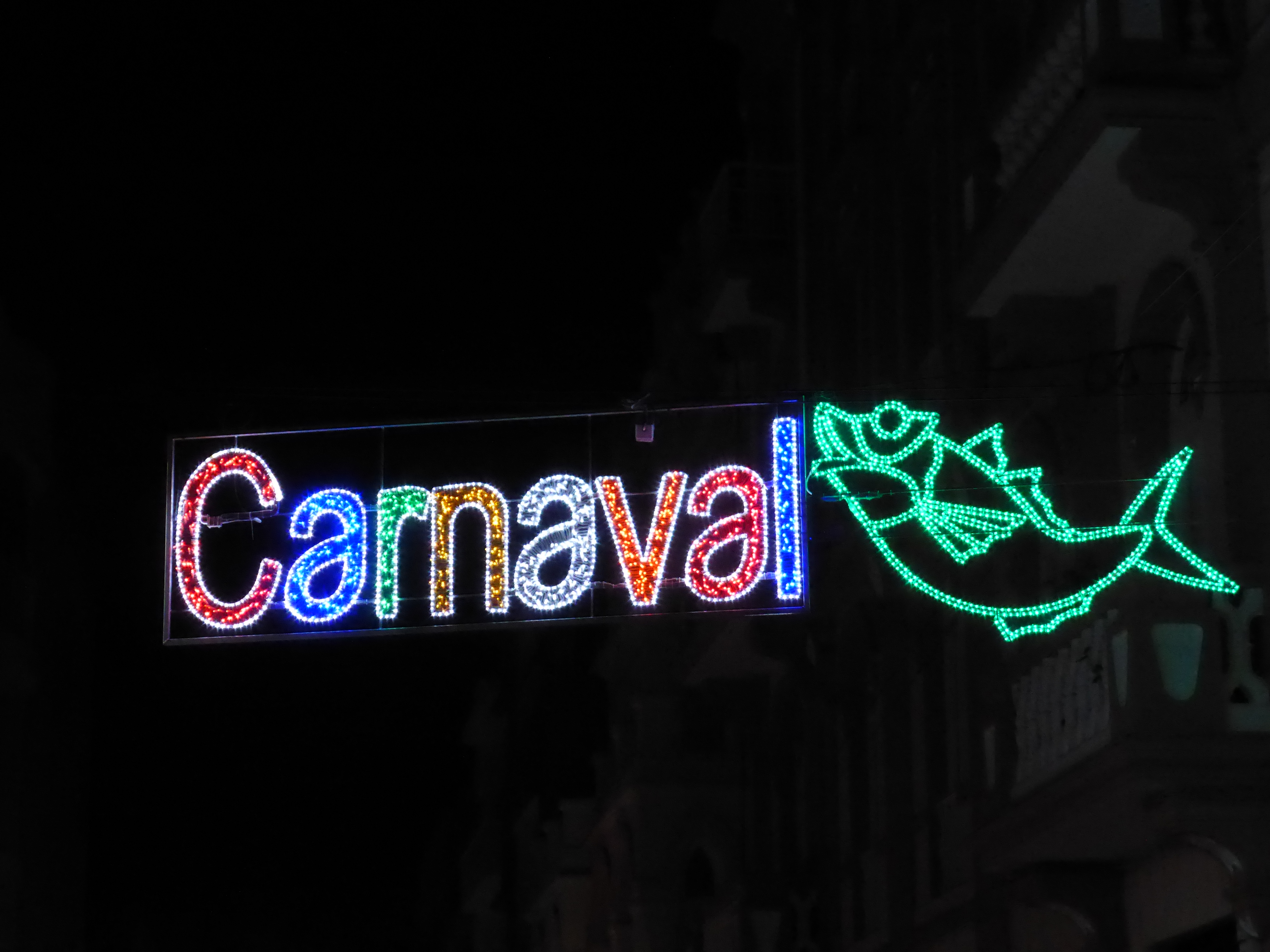
Anuncio luminoso del carnaval con el símbolo del chicharro, en la Calle del Castillo

El Carnaval de Santa Cruz de Tenerife es una de las fiestas más antiguas, con más historia y carácter propio de España y del mundo. Es considerado el segundo carnaval más popular y conocido internacionalmente, después de los que se celebran en Río de Janeiro (Brasil). De hecho, la ciudad de Santa Cruz de Tenerife está hermanada con la ciudad de Río de Janeiro por esta razón.
Miles de personas salen a la calle cada año durante más de una semana. El turismo se incrementa a la par que lo hace en verano. El 18 de enero de 1980 fue declarado Fiesta de Interés Turístico Internacional por la Secretaría de Estado de Turismo, siendo la primera fiesta canaria que ostenta tal distinción, título que mantuvo como única en el archipiélago durante cuarenta y tres años. Fue, junto al Carnaval de Cádiz el primer carnaval de España en obtener esta consideración, declarados ambos como tal en 1980. Además, es uno de los carnavales más importantes del mundo y el de mayor relevancia del país. En la actualidad, el Carnaval de Santa Cruz de Tenerife aspira a convertirse en Patrimonio de la Humanidad. Esta declaración por parte de la UNESCO supondrá, de producirse, la mayor promoción internacional que haya tenido Santa Cruz de Tenerife, por ser el primer Carnaval de España en obtener este reconocimiento, por su carácter permanente en el tiempo y porque llegaría a los cinco continentes a través de la UNESCO. En 1987 acudió al Carnaval Chicharrero la célebre cantante cubana Celia Cruz junto a la orquesta Billo's Caracas Boys, a la que asistieron 250.000 personas. Fue registrada en el Libro Guinness de los récords como la mayor congregación de personas en una plaza al aire libre para asistir a un concierto, marca que se mantiene en la actualidad. En 2019, por su parte, más de 400.000 personas bailaron al ritmo de Juan Luis Guerra durante el Carnaval de día el Sábado de Piñata, superando, por lo tanto, el récord alcanzado en 1987 con Celia Cruz. Sin embargo, debido a la inesperada respuesta multitudinaria, no hubo notario que oficializase esta cifra para el Libro Guinness. En el año 2000, el carnaval de Santa Cruz de Tenerife, dedicado ese año a Los Piratas convirtió a la ciudad en Capital Mundial del Carnaval.
Cuenta con dos partes bien diferenciadas, el carnaval "oficial" y el carnaval en la calle. El carnaval oficial cuenta con más de 100 grupos con una media de 50 componentes cada uno: murgas, comparsas, grupos de disfraces, rondallas y agrupaciones musicales. El carnaval de la calle, viene a ser la participación de los propios ciudadanos en la fiesta.

## Historia

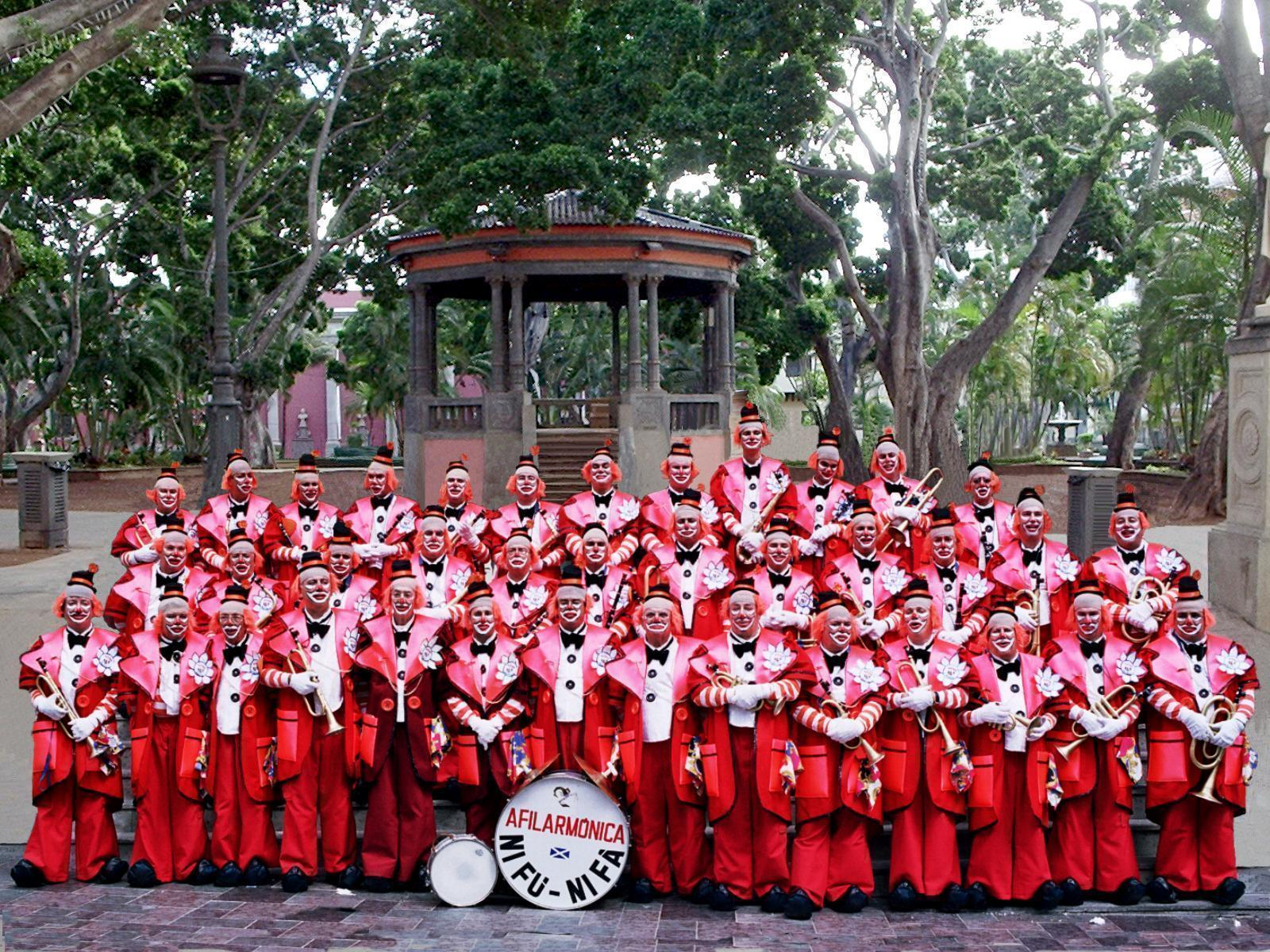
Afilarmónica NiFú-NiFá (La Madre de las murgas de Canarias) en el carnaval de 2006

Aunque con casi total seguridad, el Carnaval de Santa Cruz de Tenerife se celebra desde los primeros asentamientos europeos (en 1605 Gaspar Luis Hidalgo, aludía a la costumbre de invertir los sexos por medio de disfraces), las primeras referencias escritas datan de finales del siglo XVIII, a través de los escritos de los visitantes y después, mediante disposiciones oficiales que buscaban el orden social durante su celebración.
El diario de Lope Antonio de la Guerra y Peña en 1778 recoge un baile celebrado en Santa Cruz de Tenerife, donde ya por aquel entonces se hablaba de comparsas. En 1783 un bando publicado por el Corregidor, vetaba el uso de máscaras “poción de "las tapadas" en la noche carnavalera (alta burguesía con máscara mezclada con el pueblo llano). En el año 1891, está fechada la primera aparición de una rondalla como agrupación propia del Carnaval de Santa Cruz de Tenerife. El Orfeón de Santa Cruz fue fundado en 1897.
Durante las dictaduras de Miguel Primo de Rivera (1923-1930), y del general Franco (1940-1960 fundamentalmente), pasaron a denominarse "Fiestas de Invierno" como ardid para evitar la prohibición. A pesar de dicha prohibición, y tal como había ocurrido en los siglos anteriores, se siguió celebrando en Santa Cruz de Tenerife, como único lugar junto Cádiz e Isla Cristina. En este tiempo, en el año 1954, primero como Los Bigotudos, y hoy conocidos como Afilarmónica NiFú-NiFá, veía la luz la primera murga. En 1976, acabado el período franquista, la denominación de "Fiestas de Invierno" termina y vuelve el "Carnaval" aunque solamente lo hacía el nombre, la fiesta siempre había estado presente.
Desde 1962 se realiza un cartel del Carnaval para cada edición. Desde entonces, artistas de la talla de Juan Galarza, Gurrea, Javier Mariscal, Dokoupil, César Manrique, Cuixart, Pedro González, Fierro, Paco Martínez, Mel Ramos, Enrique González, Maribel Nazco, Elena Lecuona y un largo etcétera han realizado los mismos. La edición de 2009 supondría el comienzo del concurso abierto a todo participante del diseño del cartel del carnaval.
En 1987, que sería el primer año en que se "tematizó" el carnaval santacrucero (Roma), una actuación de Celia Cruz junto a la orquesta Billo's Caracas Boys, a la que asistieron 250.000 personas, fue registrada en el Libro Guinness de los récords como la mayor congregación de personas en una plaza al aire libre para asistir a un concierto, marca que se mantiene en la actualidad.
Los escenarios principales del carnaval de los concursos y elecciones de la Reina, que se han ido alternando a lo largo de la historia reciente del carnaval chicharrero, han sido el Teatro Guimerá (hasta la edición de 1985); Plaza de Toros de Tenerife (años 1986; 1987 y 1988), el escenario central y circular estaba "coronado" por una corona (valga la redundancia) plateada (1986 y 1987) y luego dorada (1988); Plaza de España (hasta 2005); Centro Internacional de Ferias y Congresos de Tenerife y explanada de los aparcamientos del Parque Marítimo César Manrique (2008). Las ubicaciones antepenúltima y penúltima se han ido alternando, dependiendo de la necesidad del momento y desde la construcción del Centro Internacional de Ferias y Congresos de Tenerife.
Hoy en día, las entradas para los diferentes actos, especialmente la Final de Murgas Adultas y Gala de Elección de la Reina, se venden por completo (el aforo supera los 20.000 asientos) entre 15 y 60 minutos después de ponerse a la venta, todas las localidades. La Gala de la Reina, espectáculo con un escenario que corona a la primera dama de las fiestas y donde actúan las agrupaciones premiadas, es retransmitido cada año por alguna cadena nacional para todo el país y emitido vía satélite a todos los continentes. Hasta el día de hoy, las cadenas que se han hecho cargo de la difusión del evento han sido: RTVE; Televisión Canaria; Antena 3 Televisión; Canal +; Telecinco y Galavisión.
En el año 2000, el carnaval de Santa Cruz de Tenerife se convierte en Capital Mundial del Carnaval y en sede de la XX Convención de la Federación de Ciudades Europeas del Carnaval (FECC). Para el cierre de tal convención celebrada en el mes de mayo, se celebró un coso participado por los protagonistas del coso de febrero de ese año, y el Ayuntamiento de Santa Cruz de Tenerife, invitó a participar al mismo a agrupaciones de la isla de Gran Canaria, concretamente, a los grupos participantes del carnaval de Las Palmas de Gran Canaria.
A partir de 2007, la preparación del Carnaval siguiente se adelanta. El cartel del Carnaval 2008 de Santa Cruz de Tenerife, obra de Juan Galarza, fue presentado el 5 de agosto. Es el punto de partida del resto de preparativos. Apenas dos meses después del final del Carnaval, se presentó el cartel de 2009.
En la actualidad se han comenzado los trámites para que el Carnaval de Santa Cruz de Tenerife pase a engrosar la lista de Patrimonio Cultural Inmaterial de la UNESCO. En caso de que la candidatura llegue a buen fin, sería el sexto carnaval del mundo y el primero de España en tener este reconocimiento.

### Temáticas del Carnaval y anécdotas

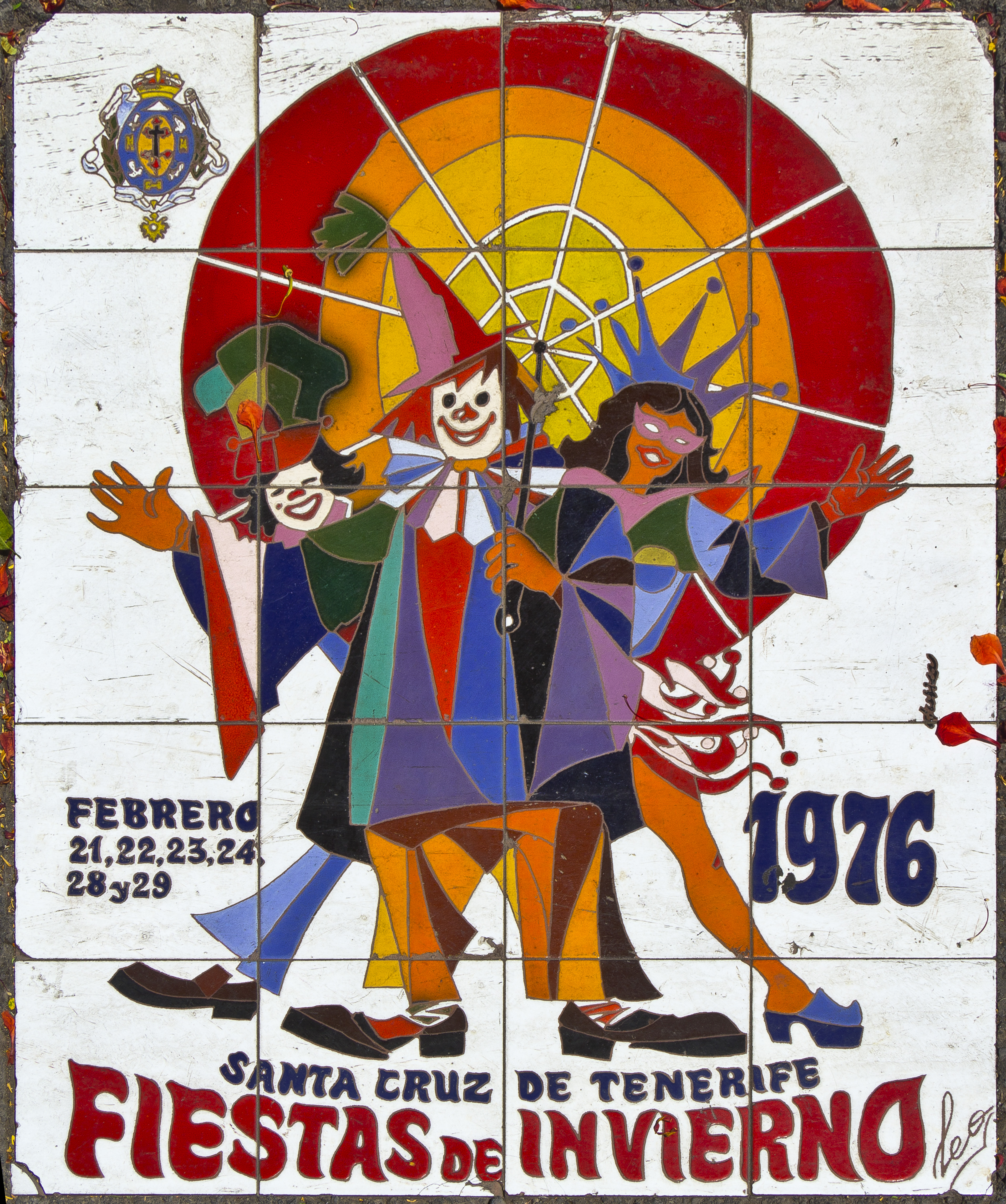
Cartel del Carnaval de 1976 en un azulejo situado en la Avenida de la Constitución de Santa Cruz de Tenerife

- 1987 - Roma: fue el primer año en que el Carnaval de Santa Cruz de Tenerife, fue "tematizado". Para ello, el perímetro de la Plaza de España fue rodeado de una columnata, unidas de dos en dos, que evocaba el estilo jónico, dándole el aspecto de templo romano de planta circular. El portal del dintel de cada par de columnas estaba adornado por dos chicharros coronados con laureles. Fue el año en el que el Carnaval de Santa Cruz de Tenerife entró en el Libro Guinness de los récords. En aquel año, el baile del Martes del Carnaval, que amenizaron la orquesta Billo´s Caracas Boys y Celia Cruz en la Plaza de España, logró congregar la asombrosa cifra de más de 200.000 personas bailando en la calle, en medio de un espectáculo con más de 40.000 vatios de sonido y una iluminación espectacular, con efectos especiales y rayos láser.
- 1988 - La Selva: La columnata del año anterior fue reciclada, pintándola de color salmón y coronándolas con hojas de palma blancas elaboradas a partir de fibra de vidrio, dándoles la apariencia de palmeras. Cada dos o tres "palmeras", se disponían plataformas en las que se lucían reproducciones de trajes de reinas del carnaval de ediciones anteriores, fabricados también en fibra de vidrio blanco. Para la ocasión, se puso un pedestal sobre el que se alzaba un King-Kong elaborado por un maestro fallero, y que terminó sus días en una esquina del Parque La Granja, opuesta a la esquina del antiguo Multinices Oscar's.
- 1989 - Egipto Milenario: La Plaza de España pasó a alojar el escenario principal de las fiestas, dejando a partir de este año a la Plaza de Toros condenada al ostracismo. El escenario fue decorado con dos grandes esfinges y a través de un portalón adintelado que evocaba a un templo o palacio egipcio, hacían acto de presencia las candidatas a reina y demás participantes en la gala de elección de la reina. Escenario recordado como uno de los más bonitos de la historia del Carnaval de Tenerife. La canción "Saca el Coco" es la sintonía de la programación de carnaval de TVE en Canarias. Canción compuesta por Guillermo Albelo
- 1990 - El mundo de los cuentos: El escenario de la Plaza de España pasó a tener un "aire de cuento" infantil; dividiéndose la escenografía en dos partes. Por un lado el "positivo" con una casa con una cara sonriente, y por el otro, el "negativo", más tenebroso, donde destacaba un árbol cuyas manos terminaban en forma de manos, en homenaje al que aparecía en la película Poltergeist). La canción "Carnavalero", escrita por Guillermo Albelo e interpretada por "Salsarrica", cierra la Gala de Elección de la Reina del Carnaval. La Comisión de Fiestas del Carnaval de Santa Cruz de Tenerife edita casete promocional conteniendo canciones de Salsarrica. Igualmente, Cerveza Dorada y Ron Pampero lanzan también casetes promocionales con música de carnaval del grupo Salsarrica.
- 1991 - El Espacio: Se integró dentro de la escenografía la torre de la Plaza de España, transformándola en una especie de antena gigante de telecomunicaciones sideral. Predominaron los elementos metálicos; luces de neón y luz de láser. La gala estuvo presentada por la periodista Pilar Socorro, habitual en años posteriores en estas labores. El diseño vencedor ese año fue realizado por Leo Martínez para la empresa Whisky JB y estaba denominada Al ritmo de la noche. La candidata encargada de lucir la fantasía se llama Isabel Luis Hernández. Cierra la gala el grupo "Salsarrica" con la canción "Mi Comparsa", escrita por Guillermo Albelo y producida por Tabaiba Records / Libélula Records. OTC Operador Turístico Canario y Kas editan casetes promocionales con canciones de carnaval de Salsarica.
- 1992 - El Cine: El decorado del escenario de la Plaza de España evocó los platós prefabricados donde se rodaron "westerns" (películas sobre el oeste estadounidense). La reina de ese año Patricia Rodríguez Pérez lucía una fantasía de Julio Rodríguez y Juan Fajardo denominada "Y hora vengo yo..." en representación de Maya. El grupo tinerfeño "Salsarrica" edita el álbum "Colón, Colón - Sabor Canario", incluyendo las canciones "Colón, Colón", dedicada al V Centenario del Descubrimiento de América y también "El Carnaval lo hace el pueblo", dedicado al carnaval de Santa Cruz de Tenerife. Todas las canciones del álbum compuestas por Guillermo Albelo. Grabado y producido en Tenerife y Madrid en los estudios Tabaiba Records y La Factoría, respectivamente.
- 1993 - El Circo: El escenario se amplió a la casi mitad de la superficie de la plaza. fue el primer año en que Antena 3 Televisión se encargase de la señal; difusión y promoción de la Gala de Elección de la Reina a nivel nacional e internacional (a través de Antena 3 Internacional); hasta ese entonces se encargaba de ello RTVE, bien a través de TVE1; La2 y TVE Internacional. En este año, se produjo un hecho insólito. La candidata Mónica García Brito, que lucía un disfraz ideado por el diseñador local Carlos Nieves, titulado "Pachá entra en mi sueño", consiguió convulsionar todas las normas establecidas en cuanto a realización de trajes para candidatas de carnaval. Su disfraz que medía 6 metros de altura y 6,5 metros de ancho, ha sido el traje más grande que se ha realizado para este tipo de certamen. Aunque quedó primera dama de la Reina del Carnaval de este año (Srta. Carlota Bibiana Sosa que lucía un diseño de Marcos Marrero y María Díaz), consiguió lo que quizás sea más anecdótico, permanecer en la memoria colectiva de la historia del Carnaval de Santa Cruz de Tenerife y un precedente que aún no ha sido superado en cuanto a promoción internacional del Carnaval de Santa Cruz de Tenerife. La obertura de la gala estuvo a cargo de "Salsarrica" con la canción "El Carnaval es un circo", escrita por Guillermo Albelo y producida por Tabaiba Records. Pepsi lanza CD promocional con canciones de carnaval del grupo Salsarrica.
- 1994 - La Atlántida: Para ese año en el escenario destacaron los colores marinos. La gala estuvo presentada por el periodista tinerfeño Willy García. La reina ese año fue la candidata María Candelaria Rodríguez y lucía la fantasía Diva realizada por Marcos Marrero para los casinos de Tenerife.
- 1995 - Las Mil y una Noches: Los motivos árabes del cuento, adornaban el escenario de la Plaza de España, aunque se inspiraron realmente en los motivos de la película Aladdín.
- 1996 - México: El escenario principal del Carnaval, se trasladó al recién inaugurado Centro Internacional de Ferias y Congresos de Tenerife. fue el primer año en que se quiso dar "teatralidad" a la presentación de la gala; para ello, la escenografía evocaba un barrio de México.Fue retransmitida para todo el mundo a través del canal Galavisión de Televisa y para España era retransmitida por Telecinco. El escenario se situaba en uno de los extremos del edificio, y las candidatas tenían que atravesar una pasarela desde la otra punta del edificio para llegar a este. Un error de cálculo en la construcción de dicha pasarela, provocó que se colocara una pequeña rampa para que no hubiera un escalón entre la pasarela y el escenario; el resultado fue que las candidatas a reina necesitaban ayuda para acceder al escenario tras atravesar la pasarela, debido al peso y volumen de los trajes, no podían subir por esa pequeña rampa, lo que provocó muchos problemas. El acto contó con la actuación estelar de Enrique Iglesias. Y el diseño ganador de ese año fue realizado por Justo Gutiérrez y representando al Kilo. La candidata fue la señorita Nayra Plasencia Jorge y la fantasía estaba inspirada en Egipto bajo el nombre de Ra. También lo acontecido en la gala, por la forma de retratar a los mexicanos como adictos al Tequila, casi supone un conflicto diplomático, ya que la cónsul de México estaba entre los invitados al evento. El periódico "La Gaceta de Canarias" edita 2 CDs con canciones de carnaval del grupo Salsarrica.
- 1997 - La Prehistoria: El escenario era una montaña rocosa hecha de cartón piedra en el centro del Centro Internacional de Ferias y Congresos de Tenerife. El grupo "Salsarrica" presenta su canción "Sabor Primitivo", compuesta por Guillermo Albelo y abre la Gala de Presentación de Candidatas.
- 1998 - La Edad Media: El escenario de ese año presentaba la forma de un castillo medieval con banderolas; blasones y tejados cónicos de colores. Se presenta "Batucada Medieval", compuesta por Guillermo Albelo e interpretada por "Salsarrica".

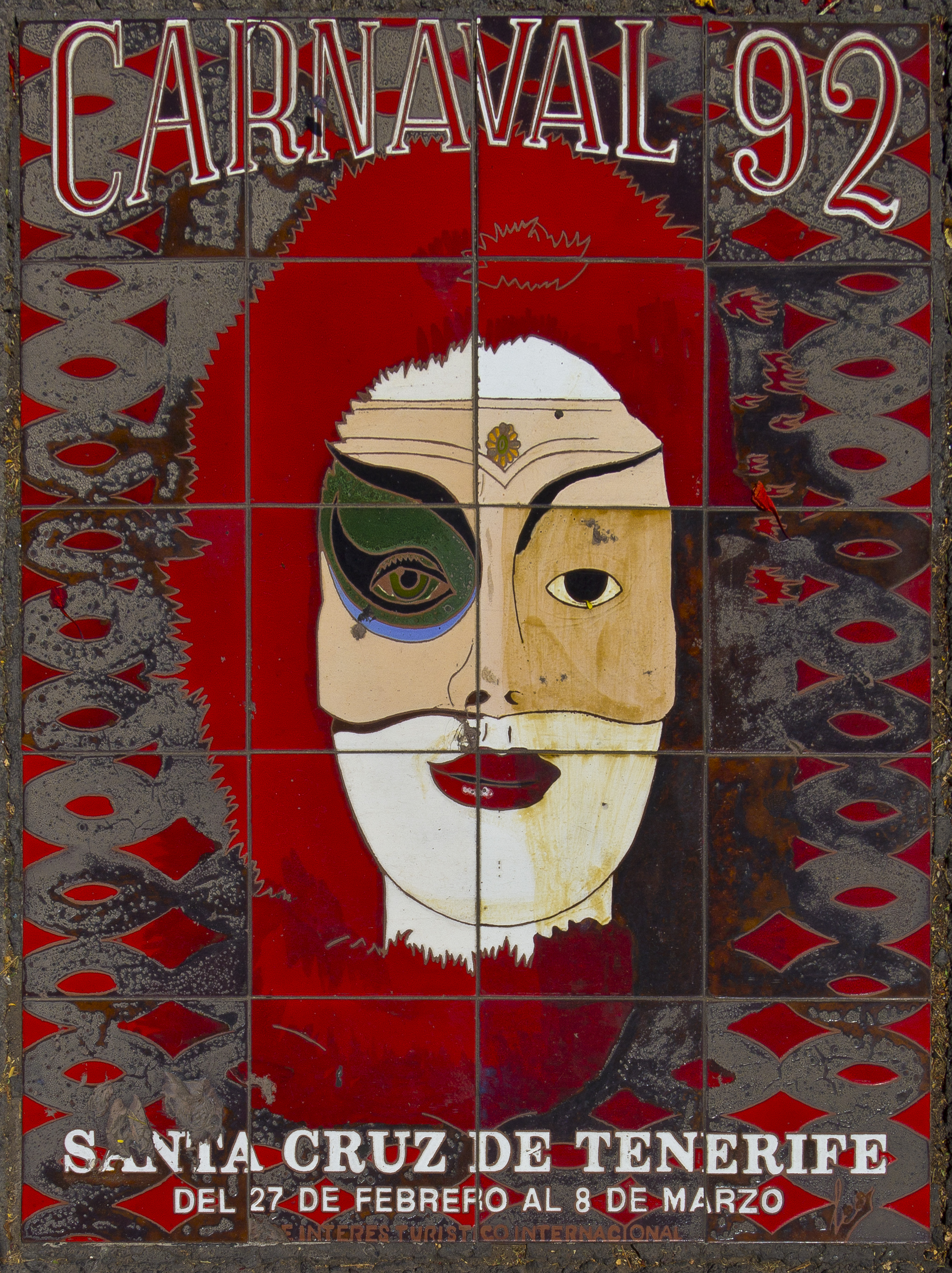
Cartel del Carnaval de 1992 en un azulejo situado en la avenida de la Constitución

- 1999 - El mundo del cómic: Supuso la vuelta a la Plaza de España, con un escenario donde se representaron a superhéroes. Destacaba una especie de Capitán América, bautizado como "Super Chicha", y un busto gigante de Lara Croft.
- 2000 - Los Piratas: Un galeón pirata era el centro alrededor del cual se distribuía el resto de la escenografía (palmeras; islas; playas; olas;...). Salsarrica edita el CD ROM "Nuestro Carnaval" con imágenes de las agrupaciones y distintos actos del carnaval santacrucero. Se distribuye a través del periódico El Día. Asimismo, el fundador de "Salsarrica", Guillermo Albelo, compone la canción "Al Abordaje", sintonía de la programación de carnaval de la Televisión Canaria.
- 2001 - Odisea en el espacio: Una nave espacial en despegue fue la protagonista de la escenografía de la Plaza de España.
- 2002 - Los alegres años 20: El escenario de la Plaza de España fue decorado con motivos modernistas propios de las primeras dos décadas del siglo XX. Destacaba una gran Torre Eiffel en el escenario, así como una escultura de la Estatua de la Libertad y el Puente Golden Gate detrás de la Torre Eiffel.
- 2003 - El lejano Oriente (China): La parte central del escenario de la Plaza de España fue ocupado por un templo chino de color rojo. Tras este se puso una escultura en cartón piedra de Buda, que tuvo que ser retirado por protestas de la comunidad budista de Tenerife, ya que como ellos explicaban, que era como si ellos organizaran una fiesta que nada tiene que ver con lo religioso, con un cristo crucificado puesto como adorno o elemento decorativo del escenario principal de dicha fiesta. Las calles principales de Santa Cruz de Tenerife, fueron decoradas con motivos rojos y dorados y con farolillos chinos. Ese año la sardina lució en su entierro con forma alargada de dragón chino. La canción "Un poquito de carnaval", interpretada por el grupo Kaledonia y compuesta por Guillermo Albelo, es elegida como sintonía de la programación de carnaval de Antena 3 Canarias.
- 2004 - Celia Cruz: El escenario de la Plaza de España fue decorado como una especie de barrio de Cuba, con un neón donde se leía "Celia Cruz" en azul. El viudo de Celia Cruz estuvo en ese Carnaval, con el cual Tenerife le quiso rendir un homenaje a la fantástica cantante de salsa que tanto había significado para el Carnaval de Santa Cruz de Tenerife y cuyas canciones han embriagado las noches del carnaval del pueblo bailando en las calles de la ciudad. Además durante la Gala, el alcalde de la ciudad de Santa Cruz de Tenerife, Miguel Zerolo Aguilar, declaró a Celia Cruz como Reina de Honor del Carnaval de Santa Cruz de Tenerife. La gala se cerró con la canción "El Cielo Tiene Azúcar", compuesta por Guillermo Albelo y Gilberto Martín e interpretada por el grupo "Sound Balera". Guillermo Albelo, común amigo del pianista cubano Rolando Columbié y Celia Cruz, así se la quiso dedicar.
- 2005 - Los musicales de Hollywood: El escenario se inspiraba en los escenarios de musicales hollywodienses, en tonos blancos, negros y grises. La Gala de la Reina fue dirigida por Jaime Azpilicueta. Y contó con una apertura llena de ritmo en homenaje a los musicales famosos como Grease, Fiebre del sábado noche o West side story, entre otros. Cierra la gala la canción "Ya es Carnaval en Santa Cruz" interpretada por el cantante tinerfeño Goyo Tavío, con la música de Salsarrica y la composición de Guillermo Albelo
- 2006 - Las tribus o Tribumanía: El escenario se volvió a trasladar al Centro Internacional de Ferias y Congresos de Tenerife, pasando a tener dos escenarios; uno principal y otro secundario, unidos por una pasarela. La decoración de ambos se basó en grafitis e "iconos web". En un principio se pretendía orientar hacia las "tribus urbanas" (siniestros; punks; hippies;...), pero se le dio un tono general de "tribus".
- 2007 - La Moda: Conocido como "El Carnaval Amargo", debido al negativo protagonismo adquirido por el que fuera ese año director de la Gala de Elección de la Reina: Rafael Amargo y de la propia gala en sí. De ese año, destacó una gala polémica y cutre que poco o nada tenía que ver con el Carnaval y que se asemejaba mucho más a un festival veraniego de la España peninsular. Aquello no fue más que una desfile de personajillos de "reality"; "corazón" y "telebasura" (la nota pintoresca sobre el escenario la puso la "famosilla" Belén Estéban perpetrando una imitación de Madonna) y algún que otro cantante que nada tenía que ver con el ritmo y la música habitual propia de estas fiestas (el grupo Dover estuvo más que digno, ante semajante despropósito de Gala), además no pudo participar casi ningún grupo del Carnaval, como es tradición en estas Gala. El director de la Gala no sólo se saltó el contrato donde se había comprometido a realizar un gran espectáculo con la actuación de grandes estrellas de la música como Jennifer López o Ricky Martín sino que se dedicó a insultar y despreciar a la ciudad en cualquier medio de comunicación en el que salía, acusándolos de ineptos e incultos por no comprender su espectáculo, en el cual como dato orientativo los bailarines iban vestidos con calzoncillos con agujeros entre otras notas. El único momento agradecido por el público esa noche fue gracias a la murga los Diablos Locos, ganadores del primer premio de interpretación de ese año, los cuales se negaron a cantar al considerar que ese espectáculo en nada representaba el Carnaval de Santa Cruz de Tenerife ni a los santacruceros, tras lo cual abandonaron el escenario ante la ovación generalizada del público asistente al recinto. La polémica generada y el desastre de gala fue tal que ocupó titulares en la prensa nacional y nutrió los principales programas de corazón, eclipsando la fuerte inversión en materia publicitaria que ese año había invertido el Ayuntamiento de Las Palmas de Gran Canaria para promocionar su carnaval a nivel nacional e internacional. Ese año, fue considerado por muchos, como el peor carnaval (peor gala) de la historia en Tenerife. Muchísimo mejor dirigida por Geni Afonso estuvo la Gala de Presentación de Candidatas, que se celebró en el Parque García Sanabria. Como artista invitado especial, Nauzet, quien deleitó al público santacrucero con la versión de "Santa Cruz en Carnaval", arreglada y producida por Guillermo Albelo y Gilberto Martín. Igualmente y como obertura de dicha gala de presentación de candidatas, actuó el grupo "Sound Balera", interpretando la canción "Santa Cruz está de Moda", compuesta por Guillermo Albelo. También la Gala Infantil pudo escapar de la dirección de Rafael Amargo y fue del gusto del público asistente. La obertura de la Gala Infantil fue la canción "Hola Chicos, Bienvenidos", compuesta por Guillermo Albelo.
- 2008 - La magia: El escenario se trasladó a explanada de los aparcamientos del Parque Marítimo César Manrique. La decoración se inspiró en la lucha del bien y del mal (magia blanca y magia negra), incorporando motivos de La Historia Interminable; El Señor de los Anillos y Harry Potter. Durante esta gala se volvió a coronar a la Reina del 2007 ya que el anterior año, ni siquiera la Reina de la Gala pudo ser coronada como tradicionalmente se hace. Cabe destacar que esta gala dejó un buen sabor de boca en los chicharreros, llena de color y magia y dirigida por Jaime Azpilicueta recuperó la esencia del Carnaval, participando en ella todos los grupos del Carnaval, y presentada por el mago Jorge Blas y el periodista tinerfeño Iván Bonales. Este año fue coronada como reina la candidata Nauzet Cruz Melo en representación del Centro Comercial Carrefour con el traje denominado La Edad de oro, diseñado por Santi Castro. Salsarrica presenta su canción "Santa Cruz tiene Magia".
- 2009 - El cine de Terror: Conocido como "El Carnaval Anti-crisis". Para ello, se trasladó el escenario principal al Centro Internacional de Ferias y Congresos de Tenerife, con una escenografía totalmente plana, sin elementos esculpidos o modelados. La decoración del mismo se basó en impresiones de gran formato, con motivos tradicionales de las primeras películas del cine de terror, inspirados en elementos de Ed Wood; Nosferatu;... La canción Oficial del Carnaval este año fue "Chicharrero de Corazón", de la Murga Ni Pico Ni Corto, convirtiéndose en la primera canción que un grupo del carnaval interpreta para estas fiestas, y que tiene una apoteósica acogida en la transmisión de la Gala de la Reina del Carnaval, siendo bailada y cantada por todas las comparsas de Tenerife. Como curiosidad el "Ave Satani" (himno satánico de la película de terror The Omen (La Profecía)), se pudo escuchar varias veces en la introducción de la gala. La candidata elegida como Reina este año fue Ana María Tavares, representante del periódico El día, con un diseño de Leo Martínez titulado Embrujada. La artista tinerfeña Ely Qurbelo presenta su canción "Santa Cruz está de miedo", compuesta por Gilberto Martín y Guillermo Albelo. La gala fue interpretada en la Gala de Elección de la Reina del Carnaval y en otros escenarios de la ciudad.
- 2010 - Tenerife, historia de un Carnaval: Este año vuelve a la dirección de la gala un viejo conocido del Carnaval de Tenerife como es Sergio García, director de galas años anteriores. El escenario se ubicó en el Centro Internacional de Ferias y Congresos, con un decorado sumamente especial y dedicado a los cuatrocientos años de historia del Carnaval. Se podían observar unos grandes espejos, de manera que el público pudiera estar presente en el decorado del escenario, y junto a estos varias imágenes de los carteles representativos del Carnaval. La reina del Carnaval elegida en ese año fue la señorita Alicia Sanjuán, con un diseño de Leo Martínez para El periódico El Día: "Alicia En el país de las maravillas". Tabaiba Records edita "Historia de un Carnaval", un recopilatorio con canciones dedicadas al carnaval santacrucero.
- 2011 - Enrique González y las murgas de Canarias: En este año se homenajea a Don Enrique González, el padre de las murgas, fundador de varios actos del Carnaval chicharrero como es el caso del Entierro de la Sardina y la Afilarmónica Ni Fú-Ni Fá. El escenario se ubicó en el Centro Internacional de Ferias y Congresos, con un decorado sumamente especial y dedicado exclusivamente a Don Enrique. El escenario alberga grandes retratos del maestro y a su vez formaba como un gran disfraz de payaso. A los lados se podían observan grandes trompetas e instrumentos característicos de las murgas canarias. La gala de elección de la Reina del Carnaval es dirigida por Sergio García. La final de murgas se celebra, por primera vez, en el Estadio Heliodoro Rodríguez López con una asistencia de 20 000 personas.

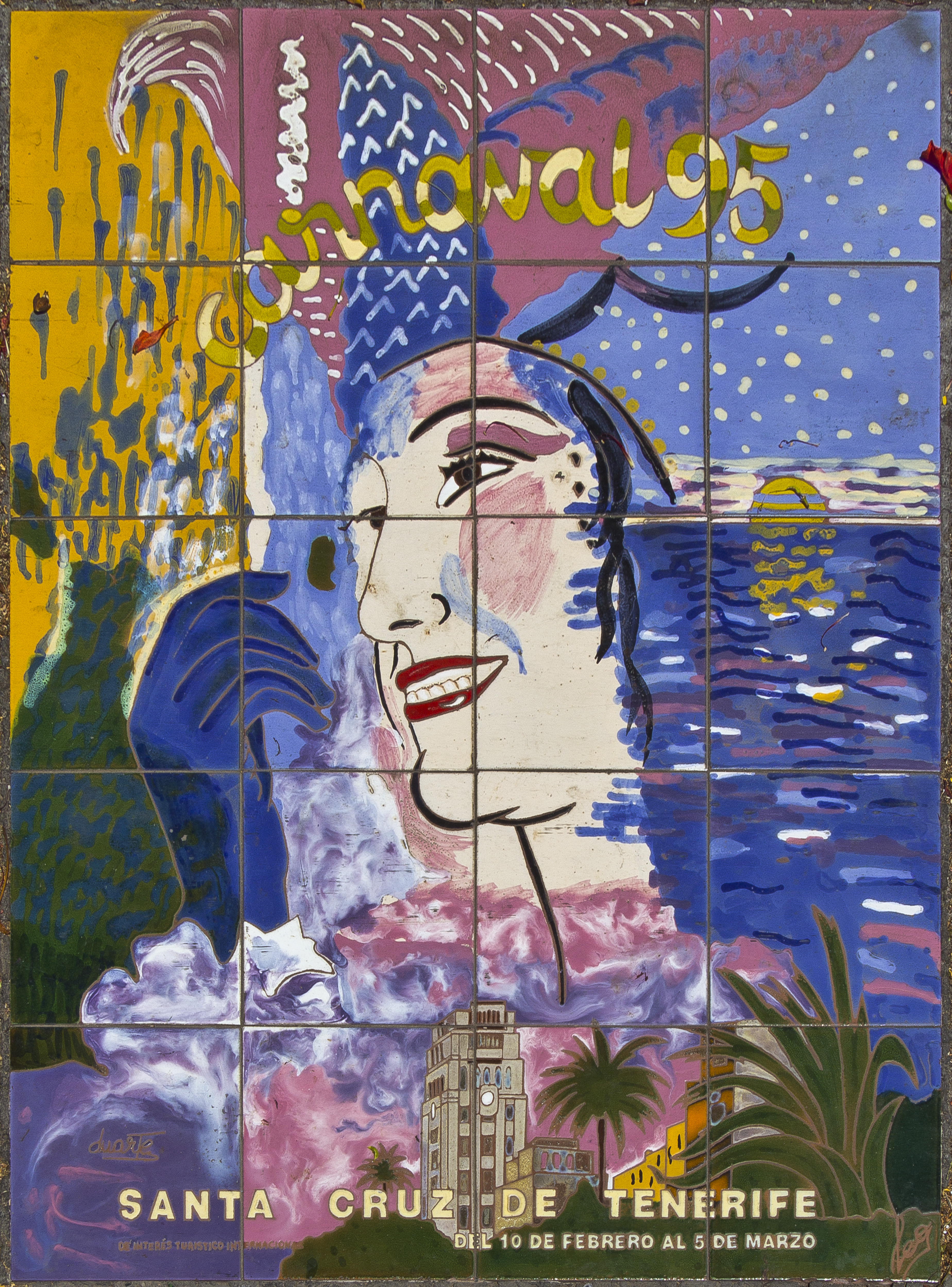
Cartel del Carnaval de 1995 en un azulejo situado en la avenida de la Constitución

- 2012 - Flower Power. Los prodigiosos años 60: El escenario iba a ser inicialmente un 600 gigante cortado a la mitad pero por falta de presupuesto acabó siendo un panel largo, con motivos sesenteros, como un autobús colorido, los diferentes símbolos para la paz y una vespa con otros dos paneles de colores luminosos a derecha e izquierda. En el escenario también había imágenes de anteriores reinas del carnaval, leyendas como "don't worry be hippy", volúmenes de figuras, y dibujos de personajes con vestimentas hippies. También decoraba el escenario un buen número de edificios de la ciudad dibujados con un estilo psicodélico. En la gala de la reina destacaron como temas la llegada del hombre a La Luna, la guerra de Vietnam, las protestas estudiantiles, la lucha por la protección de la naturaleza y el surgimiento del New Age. Estos temas se mezclaron al principio de la actuación de una manera conceptual tratando de emular las formas artísticas de entonces. Le siguió un homenaje a grupos de música y cantantes de los 60 entre los que destacaron los Beatles, con un submarino amarillo enorme, los Rolling Stones, con la boca y la gran lengua características, Fifth Dimension y Ben E. King con canciones míticas interpretadas por músicos de las islas, algunas de ellas con la letra cambiada por una más carnavalera. melodías como ·the yellow submarine", "stand by me", "acurious" o "let the sunshine". El acto inicial terminó con la canción "mi tierra". La cantante tinerfeña Ely Qurbelo presenta su canción "Yo Quiero Carnaval Flower Power", que interpreta en la Gala del Carnaval, así como otros escenarios de la ciudad.
- 2013 - Bollywood: La India: Es la primera vez que la temática del carnaval es elegida mediante votación por internet. El escenario se inspiró en los usados en el Festival de la Canción de Eurovisión, con una gran pantalla led (muy desaprovechada, ya que aquello no era más que un salvapantallas) la más grande de Europa. Entre el jurado que eligió a la Reina del Carnaval, estaba el coreógrafo y actor bollywoodiense Sunny Singh (nacido en Bombay) y el presidente del jurado fue el cónsul de la India en Canarias, Gope Boagwandas Mahtani. El carnaval estuvo marcado por un desastroso accidente sucedido durante la gala de elección de la reina, en el cual una de las fantasías, que contaba con un dispositivo que soltaba fuego frío, quemó la siguiente y provocó graves quemaduras a Saida, la siguiente candidata y seis personas más, entre ellas sus ayudantes, el diseñador de la fantasía que vestía Saida y el propio diseñador de la fantasía que provocó el incendio. Los organizadores no quisieron provocar alarma entre los asistentes por temor a una reacción de pánico que hubiese provocado muertos, como en Madrid Arena, pese a que el fuego estuvo a punto de llegar al escenario, cosa que no sucedió por la rápida intervención de los bomberos. Las quemaduras fueron tan graves que las autoridades políticas decidieron suspender la cabalgata anunciadora como símbolo de respeto, provocando muchas reacciones en contra, tanto de carnavaleros que querían disfrutar, como de turistas que habían pagado mucho dinero para ver la fiesta como por los feriantes, gente que alquiló quioscos y personas en general que tenían la fiesta como fuente principal de ingresos. Algunos sugirieron algo quizás más lógico, dedicar la cabalgata a la chica afectada, colocar carteles en las carrozas con frases de ánimo y hacer que las murgas le dedicaran sus canciones, en lugar de simplemente suspender el acto. De esta forma, argumentaban, nadie perdía, los feriantes y turistas salían contentos (estos últimos, además, se llevaban una buena impresión de los isleños), la gente se divertía y Saida se sentiría arropada por la gente de la calle. Sin embargo estas voces no fueron escuchadas, probablemente por el caos que originó todo este tema y el intento de los encargados de encontrar una solución lo más pronto posible. La cantante tinerfeña Sira Mayo presenta su canción "Santa Cruz es Bollywood", compuesta por Gilberto Martín y Guillermo Albelo. Tele 5 la utiliza como promoción de su programación de carnaval.
- 2014 - Los Dibujos Animados: Este es el primer año en que el cartel anunciador del carnaval es elegido por los ciudadanos, aunque hubo polémica al respecto por diversos problemas en las votaciones. De hecho los resultados fueron anulados y los organizadores del concurso fueron quienes finalmente decidieron cuál sería el ganador. El escenario volvió a ser una pantalla led, aunque la utilizada este año, traída desde Bélgica, contaba con un efecto envolvente, lo que la hacía parecer mayor. Se incorporó además una segunda pantalla. Por ella se emitieron, además de los nombres de los grupos que actuaban y de escenas del propio carnaval algunos dibujos animados hechos para la ocasión, entre ellos un robot en 3D de aspecto semejante a EVA, de la película "Wall.e", y un mecha. Debido a los problemas de la gala del año anterior el escenario fue preparado con mayor seguridad. La gala se inició con una cantante ataviada como la cenicienta descendiendo de una carroza y cantando una versión carnavalera de una canción de dicha película. De hecho el acto inicial consistió básicamente en canciones alteradas para la ocasión. Tras esto se hizo homenaje a "la sirenita", Jessica Rabbit, de "¿Quién engañó a Roger Rabbit?", la pantera rosa, el inspector gadget, la serie de animación de Barbie, Tadeo Jones, de "Las aventuras de Tadeo Jones" y la familia Telerín. Tras esto la madrastra de Blancanieves preguntó si ella era la reina más hermosa del carnaval, siendo respondida con un no rotundo, ya que durante la gala se escogería a una reina más guapa y bondadosa. Acompañándola estaban diversos villanos animados, como el joker. Los personajes malvados se dispersaron según entraron en escena los amables protagonistas de "Monster High". Luego hicieron entrada personajes de Warner Bros y Hanna Barbera, como Silvestre, Piolín y Scooby Doo, a ritmo de la sintonía de "merry melodies". Les siguieron los personajes de "los picapiedra", con troncomóvil incluido. Cuando dejaron el escenario se homenajeó el filme "Río" a ritmo de una samba de la propia película. Este acto inicial acabó con un homenaje a "El rey león" interpretado por el cantante y actor Tenaro Rodríguez. En la pantalla, dependiendo de la película o serie homenajeada la gota de agua uniojo del cartel aparecía con un aspecto u otro, por ejemplo como un cangrejo en el caso "La sirenita", como un inspector en el de "el inspector gadget" o un loro en el de "Río". Al contrario que en años anteriores, salvo en el de Amargo, este acto de apertura no siguió un hilo narrativo o una cierta coherencia. Los homenajes a series y películas se sucedieron de forma caótica, resultando cutres y desmereciendo un tema que, a la vista del resultado visual, pudo dar mucho más juego. El grupo Salsarrica, con la voz solista del cantante tinerfeño Wycho Torres, presenta la canción "Santa Cruz está animado", compuesta por Guillermo Albelo.
- 2015 - El Futuro: Casi 7000 espectadores disfrutaron con una obertura que recreaba el planeta Tierra en el futuro y en la que desfilaron por el escenario robots, bailarines, zancudos galácticos y seres de otros planetas. Varios trapecistas sobrevolaron el Recinto Ferial de Tenerife y una figura humana gigante se movió entre los espectadores hasta llegar al escenario, al más puro estilo de La Fura dels Baus. Todo, envuelto por la luz y las imágenes que proyectó la gran pantalla led de más de 50 metros de ancho que rodeó el escenario. La colaboradora del programa de Antena 3 El hormiguero, Anna Simon, fue una de las presentadoras del evento. Estuvo acompañada por dos comunicadores canarios, Iván Bonales y Manuel Artiles. Uno de los momentos más emocionantes de la Gala se produjo cuando se revivió sobre el escenario el récord Guiness que se batió en la céntrica Plaza de España en 1987. Ese año más de 200 mil personas bailaron al ritmo de la reina de la salsa, Celia Cruz. Las tablas se llenaron de bailarines de las diferentes comparsas del carnaval y las voces de seis cantantes hicieron un repaso por los grandes éxitos de la artista cubana.

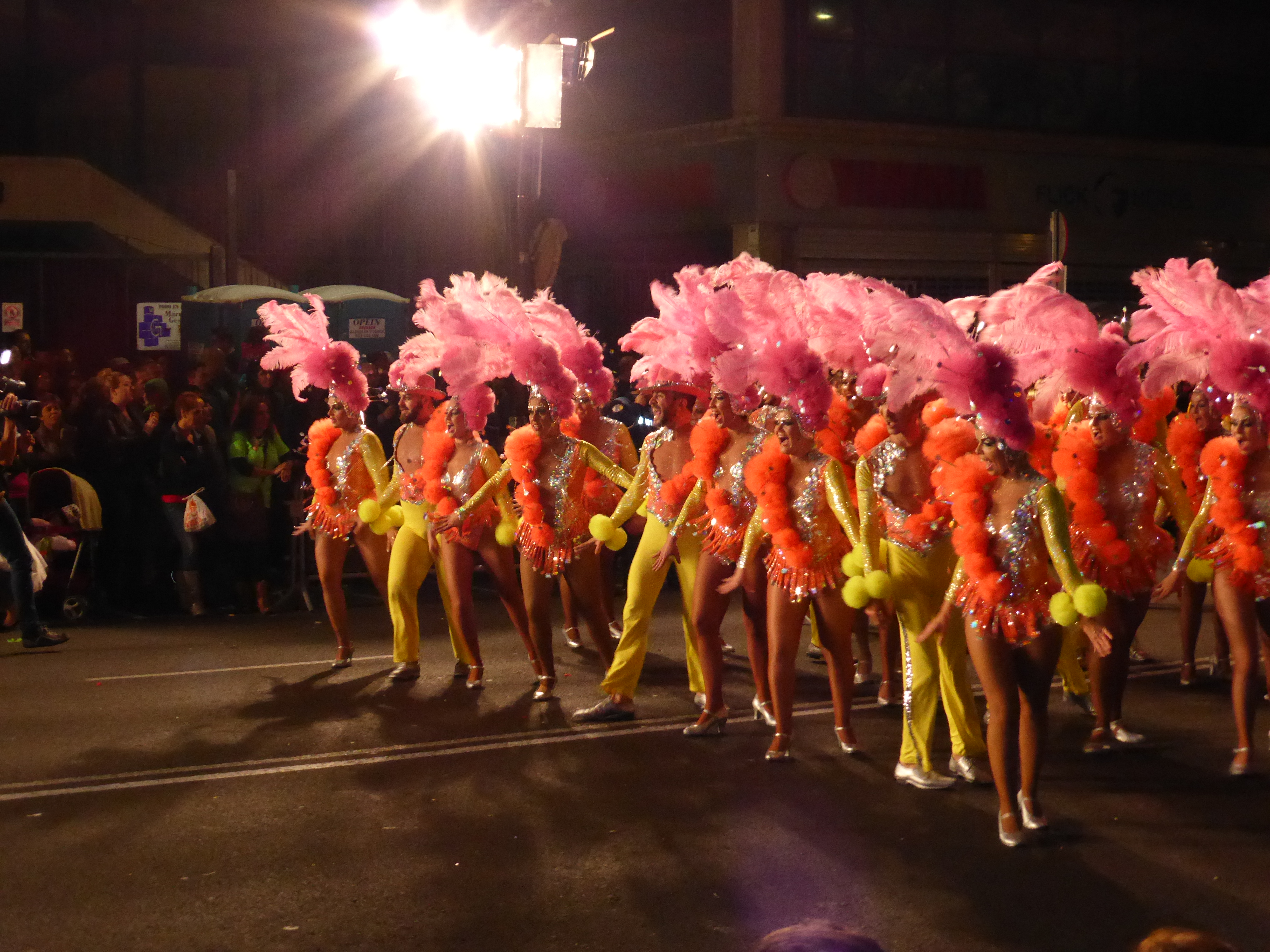
Desfile del Sábado de Carnaval en Santa Cruz de Tenerife (2016)

- 2016 - Los años 80: En esta ocasión, para la escengrafía, se elimina la pantalla led y se recuperan los decorados de cartón piedra tradicionales del Carnaval (de dudoso gusto), con motivos ochenteros: una pseudo reproducción de una "Game Boy"; una cinta "casete" gigante; un muñeco de Playmobil homenajeando a Freddy Mercury;...
- 2017 - El Caribe: La Gala de Elección de la Reina fue dirigida (por segundo año consecutivo), por Enrique Camacho, y también repitió como maestro de ceremonias el cantante Jadel, esta vez acompañado por la artista andaluza Roko. Más de 5000 espectadores presenciaron en directo la gala en el Recinto Ferial de Tenerife, un evento para el que apenas una semana antes se habían agotado las entradas. La Gala fue retransmitida en vivo por la Televisión Canaria y Televisión Española, a través de La 2 y TVE Internacional, siendo el año (hasta entonces) en el que esta fiesta ha tenido más repercusión mediática internacional en los medios de comunicación. La Gala escenificó "un viaje" en crucero por El Caribe, en donde hubo un homenaje al carnaval de diferentes países caribeños como los de Venezuela, Puerto Rico, Cuba, Jamaica, Bahamas, etc. También tuvo lugar durante la Gala el homenaje a Antonio Messeguer, que se despedía del personaje al que ha dado vida durante los carnavales de las últimas cuatro décadas, Fidel Castro, con una gran ovación de todos los espectadores. Además el año 2017, será recordado como el año de la inauguración de la Casa del Carnaval de Santa Cruz de Tenerife, un museo dedicado a la historia de esta emblemática fiesta. El grupo Salsarrica presenta su canción "Que Viva El Caribe", dedicada al carnaval santacrucero de ese año.
- 2018 - La Fantasía: Por primera vez en la historia del carnaval tres mujeres actuaron como maestras de ceremonia en la gala de la reina: Laura Afonso, de Canarias Radio; Eloísa González, de Televisión Canaria, y Berta Collado, que ha estado vinculada a Antena 3, Cuatro y La Sexta. Además contó con la actuación estelar de Olga Tañón. El escenario es el más grande de los construidos en el Recinto Ferial de Tenerife con sus más de 2100 metros cuadrados. La gala comenzó con la proyección por las pantallas de un niño que había encontrado un libro en un bosque encantado y lo subió de entre las sillas del Recinto Ferial al escenario del Carnaval. El hilo conductor de la introducción de la gala recreaba un cuento, con proyecciones de hadas, árboles encantados, unicornios, la recreación una cascada de fuego, un gran dragón virtual y otros volando, entre otros elementos fantásticos. Durante esta gala la joven Saida pudo desfilar como candidata en la gala de la elección de la reina, algo que en 2013 no pudo realizar debido a un fatídico accidente que provocó que la joven y su traje se incendiasen. Durante la gala, actuó el grupo humorístico Abubukaka. Durante este año se registró un récord, con una participación de más de un millón de personas, 12 millones de ciudadanos que visitaron los perfiles oficiales de la fiesta en la redes sociales. Asimismo, 50 millones de espectadores vieron en algún momento las retransmisiones de los principales eventos del Carnaval de Santa Cruz de Tenerife a través de las diferentes televisiones. El grupo Salsarrica edita el álbum "Rumberos para siempre", un homenaje a la Comparsa Los Rumberos, conteniendo clásicas canciones de la comparsa y originales del compositor tinerfeño Guillermo Albelo, también productor del álbum y antiguo componente de esa comparsa chicharrera.
- 2019 - Las profundidades marinas: El escenario principal del carnaval en esta ocasión está presidido por un busto de seis metros de altura de Poseidón, el dios griego del mar. Esta escultura está realizada por maestros falleros valencianos y fue trasladado a la isla de Tenerife desde Valencia por mar junto a otros decorados que componen el escenario como un gran barco naufragado de diez metros de largo y seis de alto. Además, se moldearon 140 corales con colores llamativos, naranja, verde y rosa. También sirvieron de inspiración en los decorados varias películas, entre las que se encuentran Buscando a Nemo. En total, el escenario mide 15 metros y con pantallas gigantes que simulan el fondo del mar con peces. La Gala de Elección de la Reina estuvo dirigida un año más por Enrique Camacho. La introducción de la misma permitió que el público se adentrara en las profundidades marinas, donde esperaban, un sinfín de animales acuáticos. Uno de los momentos más emotivos de la noche tuvo lugar cuando el público también se puso en pie para ovacionar y apoyar a una candidata que, mientras desfilaba, cayó al suelo y, ante el peso de su traje, no consiguió levantarse por sí misma. La presentadora de la gala fue la periodista Laura Afonso, que durante todo el evento estuvo acompañada por otros presentadores, como las tres últimas reinas del carnaval, María Rozman, Elvis Sanfiel o las K-Narias. Artistas invitados fueron Carlos Baute y Marta Sánchez. La gala se emitió en directo a través de Televisión Española y en el Canal Internacional, así como en Televisión Canaria. Durante la celebración del Carnaval de día se superó el récord alcanzado en 1987 con Celia Cruz, pues en 2019 y según datos de la Policía local más de 400.000 personas bailaron al ritmo de Juan Luis Guerra y con Celia Cruz habían sido 250.000. Ante este hecho inesperado y por falta de notario, el récord no pudo ser incluido en el Libro Guiness de los Récords. En el 30 Aniversario de Salsarrica, se edita el homenaje "Ya llegó el Carnaval".
- 2020 - Los coquetos años 50: Conocido como "El Carnaval de la Calima", debido al polvo en suspensión procedente del desierto del Sáhara que cubrió todo el archipiélago canario durante los primeros días de la celebración del carnaval en la calle. La gala de la reina contó con las actuaciones de Paulina Rubio y Soraya Arnelas. Como novedad las candidatas pudieron salir dos veces al escenario al finalizar cada primera tanda de salida de las participantes. La gala fue dirigida por los diseñadores Marcos Marrero y María Díaz. En el momento final, solo ocho, las que más puntuación consiguieron, subieron al escenario, debido a que a pesar de las grandes dimensiones del escenario, éste se quedó pequeño para acoger a todas las candidatas al mismo tiempo. Durante la gala, que arrancó con una obertura basada en la popular canción "Santa Cruz en Carnaval", desfilaron 16 candidatas por un escenario que, como cada año, recibió también a la Reina del Hogar Canario Venezolano. La gala contó con la cantante Soraya Arnelas, que además de cantar ejerció de maestra de ceremonias junto a Alexis Hernández y Pedro Rodríguez.
- 2021 - Carnavales del Mundo: Debido a la pandemia por coronavirus, el Carnaval de Santa Cruz de Tenerife no se celebra este año de manera presencial. Se retransmiten virtualmente algunos actos y documentales relacionados con el carnaval. Tampoco hubo nueva Reina del Carnaval pero sí una guardiana del cetro que se encargará de custodiarlo hasta que se pueda celebrar de nuevo la elección de la Reina del Carnaval. Las aspirantes serán jóvenes, niñas y mayores que ya han sido proclamadas reinas en años pasados. Esta gala contó con la participación estelar del cantante mexicano Carlos Rivera. La Casa del Carnaval acogió una exposición titulada los "Carnavales Tradicionales en Canarias" con representaciones de Los Toros de Tao y Tiagua, Los Diabletes de Teguise, Los Buches de Arrecife (todos ellos de Lanzarote), Los Carneros de Tigaday en El Hierro, los Achipencos en Fuerteventura o Los Empolvados, como Los Indianos de La Palma, entre otros.

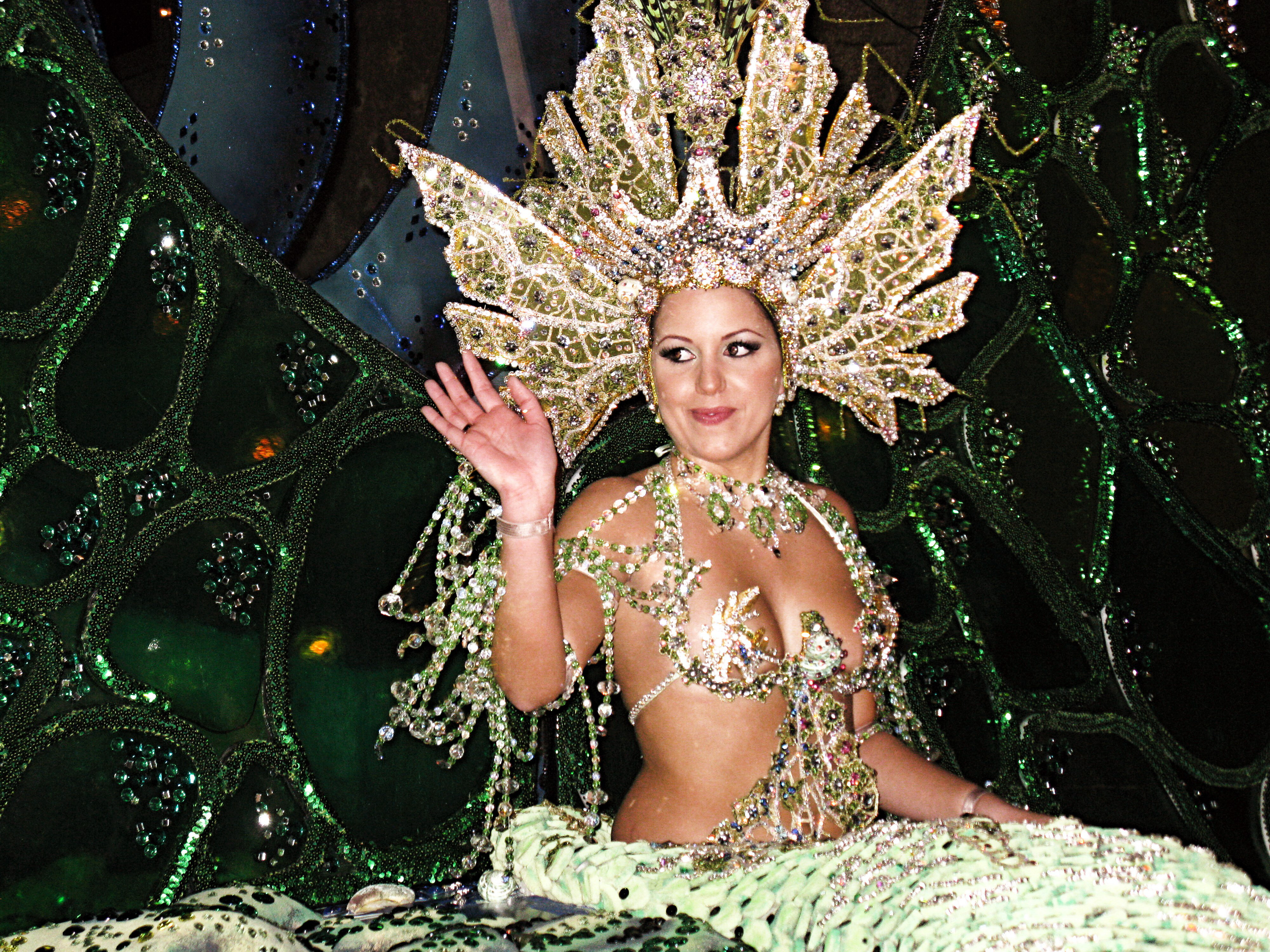
Reina del Carnaval 2009

- 2022 - La Ciencia Ficción: Por primera vez en la historia, el Carnaval de Santa Cruz de Tenerife se celebró en verano, en el mes de junio. Esto fue debido a una decisión del Ayuntamiento para poder celebrarlo como en épocas pre-covid, pues en el mes de febrero de ese año los indicadores sanitarios desaconsejaban un carnaval en la calle. La Gala de la Reina contó con la actuación estelar de la cantante Chanel Terrero, siendo su primera actuación tras su participación en mayo de ese año en el Festival de Eurovisión representando a España. También actuaron artistas como Anuel AA, Myke Towers, Nicky Jam y Jhay Cortez. Como en años anteriores tanto la Gran Gala de la Reina y el Concurso de Ritmo y Armonía fueron retransmitidos en directo por la Televisión Canaria y a través de La 2 de Televisión Española para toda España y el mundo. Ruth González fue elegida Reina del Carnaval sucediendo a Sara Cruz, quién fue la Reina de 2020 y ha tenido el reinado más largo del Carnaval de Santa Cruz de Tenerife. Durante el desfile, una de las candidatas a reina del carnaval no pudo acceder a la plataforma giratoria del escenario debido a que su traje superaba el límite de peso permitido. Hubo también un homenaje a los damnificados por la Erupción volcánica de La Palma de 2021 durante la Gala, participando como presentadores de las candidatas a reina algunos reporteros palmeros y de otras islas tanto de Televisión Canaria como de Televisión Española en Canarias. También hubo un nuevo sistema de votación en el que el público pudo participar en la elección con mensajería SMS.
- 2023 - Nueva York, la ciudad que nunca duerme: El Recinto Ferial de Santa Cruz de Tenerife volvió a acoger una gala en la que Carlos Rivera volvió a ser la estrella de la noche. La obertura de la gala se planteó como un viaje a Nueva York durante tres horas con más de 3.000 componentes de grupos como compañeros de pasaje y conducida por la cantante canaria NIA. El diseño del escenario estaba basado en el skyline de la ciudad, con rascacielos emblématicos como el Empire State Building, el Edificio Chrysler y el One World Trade Center. En un lateral del escenario había además una gigantesca Estatua de la Libertad. Durante la gala se homenajeó la cultura latina de Nueva York ondeando las banderas de países como México, Puerto Rico o Cuba junto con la propia bandera de Tenerife. Destacaron bailes urbanos, claqué y juego de luces en una obertura musical de fuerte impacto visual y sonoro. Fue una de las galas con más asistencia de los últimos años. La fiesta en conjunto congregó a más de un millón de personas entre todos los días de celebración, decenas de miles de los asistentes procedían de otras islas y otros tantos de otras partes de España y del mundo, siendo una de las ediciones más multitudinarias de los últimos años.
- 2024 - La Televisión: La gala fue un nostálgico recuerdo a los grandes éxitos musicales de la televisión de los años noventa. Comenzó como un viaje musical, del humorista Aaron Gómez, que sumergió a los asistentes en las clásicas melodías de la televisión, como I’ll be there for you, de la popular serie Friends, y Hay que venir al sur, de Rafaella Carrá. El recorrido histórico trascendió con una clara ovación del público, que a su vez se mezcló con un rapeo de Gómez que visibilizó las clásicas noches del Carnaval, con madrugadas de encuentro en plaza España y el clásico olor a papas asadas. La gala fue además, un homenaje a los musicales de Broadway y Madrid, y también rememoraron el fulgor latino, con un guiño histórico a artistas como Celia Cruz. Posteriormente sonaron ritmos latinos de Tony Tun Tun y la actuación de Mónica Naranjo, quien deleitó al público con su clásico Sobreviviré. El escenario, en tonos rosas y verdes lo protagonizó una figura de King-Kong con un chicharro en la mano, escalando la Cruz del Monumento a los Caídos de la plaza de España de Santa Cruz de Tenerife, mientras otra figura, esta del héroe carnavalero Super Chicha intenta abatirlo.
- 2025 - Secretos de África: En este año la apertura de la gala fue especialmente criticada debido a elementos discordantes y asincrónicos. Televisión Canaria a nivel regional y La 2 de Televisión Española a nivel nacional fueron las dos cadenas televisivas encargadas de emitir un evento que también fue emitido por el Canal Internacional. La gala fue dirigida por Jep Meléndez y celebrada en el Recinto Ferial, registró un lleno absoluto con los 7.000 espectadores previstos. Los presentadores, Lara Álvarez y Alexis Hernández, condujeron un espectáculo repleto de referencias al continente africano desde el máximo respeto por su cultura. El lunes 3 de marzo, debido a las condiciones atmosféricas, se cancelaron todos los actos de la tarde, aunque los eventos nocturnos se mantuvieron según lo previsto. Durante la madrugada del 4 de marzo, entre la Avenida Marítima y la Avenida Francisco La Roche, se produjo una reyerta entre tres personas, lo que requirió una intervención policial. Dos personas fueron detenidas y se solicitó atención médica para un hombre de 30 años, procedente de Las Palmas de Gran Canaria, que sufrió un traumatismo craneoencefálico y falleció de camino al hospital. Este suceso generó un gran revuelo a nivel local y autonómico, provocando críticas y rechazo en distintos sectores. En señal de apoyo a la familia del fallecido y debido a las condiciones meteorológicas adversas, el Ayuntamiento decidió cancelar el Coso Apoteosis, así como la actividad de la Feria y los kioscos durante el resto del día.[13] A pesar de la cancelación de algunos eventos, las celebraciones se retomaron el miércoles de ceniza con el tradicional Entierro de la Sardina. En este multitudinario acto, plañideras, viudas y sacerdotes carnavaleros encabezaron la comitiva del sepelio en un ambiente jocoso y distendido. La sardina recorrió las calles de Santa Cruz de Tenerife acompañada por miles de personas, finalizando su recorrido en la Avenida Marítima, donde fue incinerada en torno a la medianoche. Como es tradición, tras la quema de la sardina, la Plaza del Príncipe acogió un baile que se prolongó hasta las 03:00 horas.[14] El sábado siguiente, conocido como Sábado de Piñata, el Carnaval de Día contó con la actuación destacada del cantante puertorriqueño Elvis Crespo. Su concierto, celebrado en la Avenida Francisco La Roche, atrajo a miles de personas que disfrutaron de su repertorio de merengue. Según datos del Ayuntamiento de Santa Cruz de Tenerife, aproximadamente 400.000 personas participaron en las celebraciones de este día, consolidando al Carnaval de Santa Cruz de Tenerife como una de las fiestas más multitudinarias del mundo.[15]
- 2026 - Ritmos latinos:

### Polémica por el ruido
En enero de 2006 un grupo de vecinos de la propia Santa Cruz de Tenerife presenta una denuncia ante el Contencioso-Administrativo, avalado por ocho comunidades de edificios y diez vecinos de la zona conocida como "cuadrilátero" (zona central de los festejos), en el que se solicitaba la suspensión de los actos de Carnaval en el centro de la ciudad. Varios grupos carnavaleros decidieron personarse voluntariamente en el pleito para pedir daños y perjuicios. El Ayuntamiento hizo lo propio reclamando no menos de 180 millones de euros para responder a los perjuicios colaterales. Finalmente según consta en el auto, "la petición genérica de suspensión de los carnavales es excesiva y de ningún modo podría ser objeto de una íntegra estimación. Es obvio que el carnaval está compuesto por una pluralidad de actos diversos y la adecuación social de las molestias y ruidos que producen unos y otros han de tener valoraciones separadas y según la realidad social del tiempo en que las normas han de ser aplicadas pues, como advierte el Ministerio Fiscal, no todos esos actos tienen la misma capacidad para vulnerar derechos fundamentales, por lo que de ningún modo se legitima la petición de suspensión general de Carnaval en razón de la vulneración de derechos fundamentales". El auto matizaba que se rompió el principio de buena fe al no avisar al Ayuntamiento, al denunciar poco tiempo antes del Carnaval y por ir dirigida al conjunto global de actos. Precisamente esto dejó la puerta abierta a una ulterior demanda. Ese mismo año un temporal que castigó Tenerife provocó, por primera vez, la suspensión de la Apoteosis del Carnaval chicharrero.
Esta decisión fue recurrida por los vecinos ante la sala de lo contencioso-administrativo del Tribunal Superior de Justicia de Canarias (TSJC), que resolvió el proceso de vulneración de derechos fundamentales por el Carnaval del año 2006 y también del 2007. En el fundamento jurídico quinto de dicha sentencia, no se estimó procedente la suspensión cautelar. Sin embargo, el TSJC indicó que "en ningún caso" el ruido de la fiesta nocturna podía superar los 55 decibelios y que el Ayuntamiento debía adoptar las medidas necesarias para controlarlo, trasladando, si fuera necesario, "las actividades nocturnas a zonas no residenciales" . El jueves 8 de febrero de 2007, un juez del Contencioso-Administrativo n.º 1 de la capital, suspende de forma cautelar los bailes nocturnos que se celebraran en la zona centro, por considerar que violan los derechos fundamentales de los vecinos. El lunes 12 de febrero de 2007, tras la reunión con las partes que manifestaron posturas irreconciliables, el juez declara inadmisible la suspensión de los actos del Carnaval en la calle. La razón es que esta medida fue resuelta ya para el año 2007 por una sentencia de 2006 de la sala de lo contencioso-administrativo del Tribunal Superior de Justicia de Canarias.

### Nueva Ley de fiestas
El Parlamento de Canarias reunido en pleno extraordinario aprobó por unanimidad el 14 de febrero de 2007 una nueva ley, con publicación y entrada en vigor inmediata recogiendo una nueva regulación sobre las fiestas populares en Canarias. De esta forma, la nueva ley permite a los ayuntamientos fijar, a través de una ordenanza municipal, las fechas en las que la legislación ambiental sobre ruidos no es de aplicación por ser contraria al interés general. De esta manera, el legislativo canario zanja la cuestión de los ruidos en las fiestas permitiendo su celebración y cerrando la vía judicial ordinaria a los ciudadanos, pues a partir de su entrada en vigor no se puede impugnar ante el órgano judicial ordinario.

## Relación de días y actos

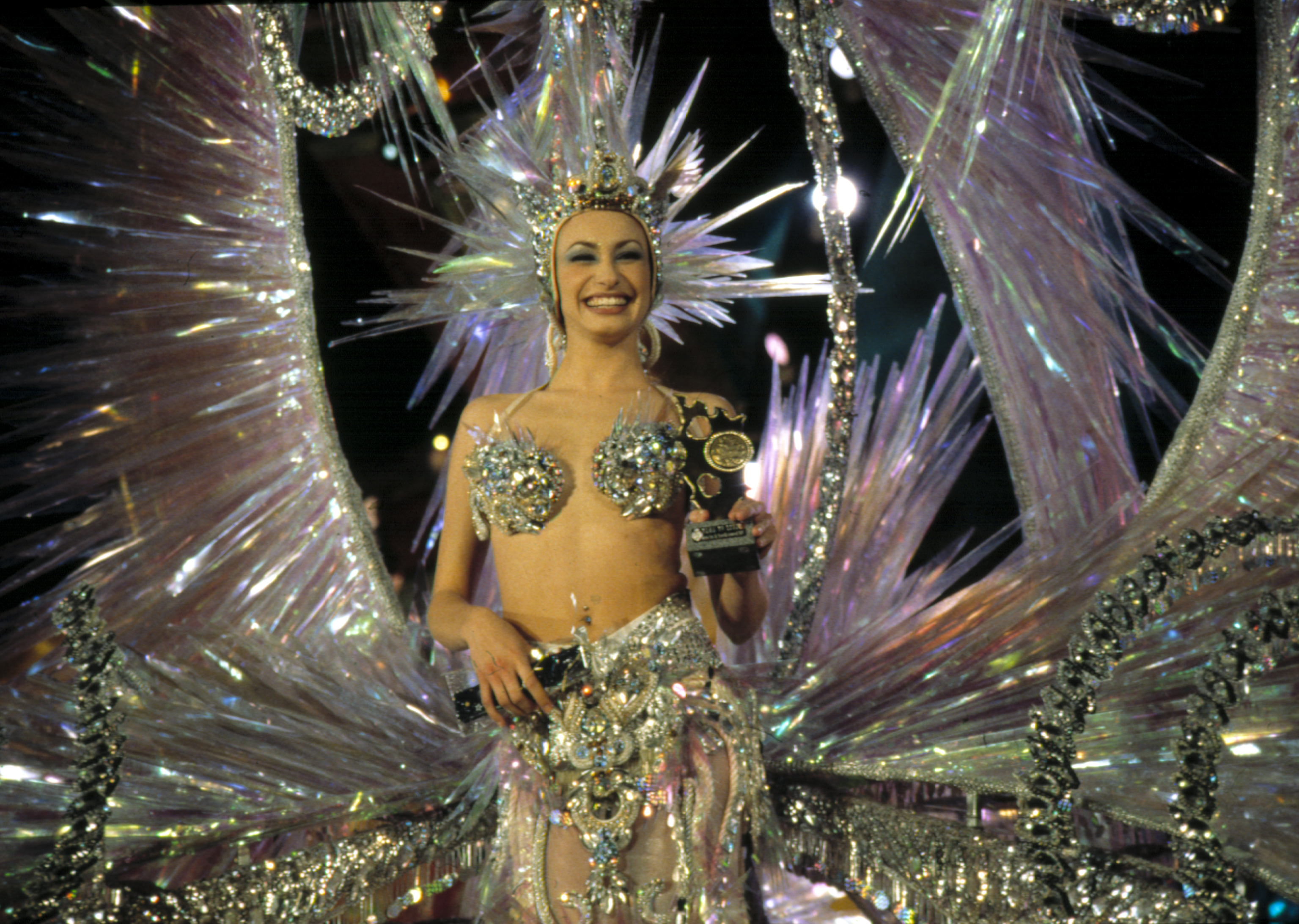
Candidata a Reina del Carnaval de Santa Cruz del año 2001

Las semanas anteriores al miércoles de elección de la Reina, se suceden los concursos de comparsas adultas e infantiles, agrupaciones lírico-musicales, rondallas, Reina de la Tercera Edad, Reina Infantil, Canción de la Risa y murgas adultas e infantiles. También se escoge la canción oficial del carnaval y se presentan las que serán candidatas a Reina Adulta en el salón noble del Ayuntamiento. Asimismo, tienen lugar el festival coreográfico, el concurso de disfraces que premia los más originales y el de carrozas o coches engalanados. Casi un mes antes, todo arranca con la presentación oficial en la Calle de La Noria. Poco antes de Navidad, se desvela cuál será el cartel del Carnaval.

### Miércoles: Gran Gala de Elección de la Reina del Carnaval
El miércoles previo al fin de semana del carnaval se elige a la Reina del Carnaval en una gala que suele retransmitirse para todo el país, además de la emisión en satélite. Durante la gala, desfilan las candidatas por el escenario principal. Un jurado compuesto por los miembros de la corporación municipal y personas famosas serán los encargados de elegir a la reina. En los últimos años se realiza también una votación vía sms. Una vez elegidas las damas de honor, el alcalde hace entrega del cetro a la ganadora. Los trajes pesan una media de 150-200 kilos por lo que las candidatas se ayudan de ruedas para transportarlos. El precio de los trajes es muy alto, por lo que es necesario que tengan un patrocinador, generalmente una de las multinacionales que tienen un establecimiento en la isla. El Hogar Canario Venezolano envía también a su propia Reina y ostenta una posición privilegiada en la cabalgata posterior. Suelen estar hechos de plumas; plástico; metal y pedrería. La reina será la encargada de representar al carnaval en las distintas ferias de turismo a las que acuda una representación de Canarias.

#### Reinas del Carnaval de Santa Cruz de Tenerife
La primera Reina del Carnaval chicharrero fue coronada en el año 1935, en una gala organizada por el Círculo de Amistad XII de Enero. En aquel entonces, la denominación del título era Miss Carnaval, y se celebró por última vez en 1936. No sería hasta 1965 cuando el Ayuntamiento de Santa Cruz de Tenerife recuperaba este evento, que tuvo lugar en el Teatro Guimerá. En este caso, el título pasó a recibir la denominación de Reina del Carnaval, que continúa vigente hasta el día de hoy.
Estas son, en orden cronológico, todas las Reinas de la historia del Carnaval de Santa Cruz de Tenerife, incluyendo la alegoría y el nombre de sus diseñadores:
| Año                                                                               | Reina                              | Fantasía                            | Patrocinadores                                   | Diseñador                           |
| --------------------------------------------------------------------------------- | ---------------------------------- | ----------------------------------- | ------------------------------------------------ | ----------------------------------- |
| 1935                                                                              | Onagra Díaz Lorenzo                | Vampiresa 1933                      | Círculo de Amistad XII de Enero                  | Onagra Díaz Lorenzo y su hermana    |
| 1936                                                                              | Ana de la Torre del Pino           | Ana, emperatriz de Austria          | Círculo de Amistad XII de Enero                  | Hermógenes González de Guisado      |
| La Elección de la Reina no se celebró entre los años 1937 y 1964                  |                                    |                                     |                                                  |                                     |
| 1965                                                                              | María de los Ángeles Gimbernat     | My fair lady                        | Casino de Santa Cruz                             | María Isabel Coello                 |
| 1966                                                                              | Ana García Torres                  | Colombia                            | Los Fregolinos                                   | María Isabel Coello                 |
| 1967                                                                              | Margarita Moreno Rodríguez         | Mongoll                             | Galerías Herrera                                 | María Isabel Coello                 |
| 1968                                                                              | Josefina Soriano Vela              | Diosa del Sol                       | Los Fregolinos                                   | María Isabel Coello                 |
| 1969                                                                              | Victoria Rodríguez Díaz            | Sirena                              | Club Marítimo Atlántico                          | María Isabel Coello                 |
| 1970                                                                              | Rosina Hernández Hernández         | Diosa del juego                     | Club Marítimo Atlántico                          | María Isabel Coello                 |
| 1971                                                                              | María del Carmen Estévez Rodríguez | Princesa Turandhot                  | Caja General de Ahorros de Canarias              | Cedrés                              |
| 1972                                                                              | María de la Luz Pérez Díaz         | Zarina                              | Club Deportivo Tenerife                          | Grupo de diseñadores madrileños     |
| 1973                                                                              | Iraides Correa Cruz                | Medieval                            | Real Automóvil Club                              | María Isabel Coello                 |
| 1974                                                                              | Marifé León Peña                   | Diosa de las cuatro estaciones      | Los Bohemios                                     | Luis Dávila                         |
| 1975                                                                              | Esther Padilla Rodríguez           | Antología de las reina del Carnaval | Los Bohemios                                     | Luis Dávila                         |
| 1976                                                                              | Mercedes Braun González            | Resplandor de Carnaval              | Los Fregolinos                                   | María Isabel Coello                 |
| 1977                                                                              | Carmen Rosa del Toro Arteaga       | Firmamento                          | Círculo de Amistad XII de Enero                  | María Isabel Coello                 |
| 1978                                                                              | Anabel Conde Pérez                 | Arlequín, gloria del Carnaval       | Casa de Venezuela                                | Luis Dávila                         |
| 1979                                                                              | María del Carmen Pérez Herrera     | Sueño de mandarina                  | Boutique Juan II                                 | Justo Gutiérrez                     |
| 1980                                                                              | Consuelo Montero Santos            | Encantadora de serpientes           | Círculo de Amistad XII de Enero                  | Justo Gutiérrez                     |
| 1981                                                                              | Alicia Acosta Álamo                | Reina de Saba                       | Boutique Juan II                                 | Justo Gutiérrez                     |
| 1982                                                                              | María del Pino Martín Mesa         | Eterna primavera                    | Unión Artística El Cabo                          | Luis Dávila                         |
| 1983                                                                              | Soledad Alemán Ramos               | París frívolo                       | Unión Artística El Cabo                          | Miguel Ángel Castilla               |
| 1984                                                                              | Lucía Luisa Ramos Vaquero          | En la frontera del Universo         | Centro Comercial Hollywood                       | Justo Gutiérrez                     |
| 1985                                                                              | Seve Suárez Velázquez              | Mi querida Josephine                | Almacenes El Kilo                                | Justo Gutiérrez                     |
| 1986                                                                              | María Nieves Darias Padilla        | Sangre de volcán                    | Centro Comercial La Hoguera                      | José Julio Rodríguez                |
| 1987                                                                              | Mónica Raquel Estévez Martí        | Tajaraste                           | Almacenes El Kilo                                | Leo Martínez                        |
| 1988                                                                              | Laura Alberto Barroso              | Cleopatra, reina del Nilo           | Galerías Preciados                               | Leo Martínez                        |
| 1989                                                                              | María Remedios Ramos Díaz          | Chicharro carnavalero               | Centro Comercial Maya                            | José Julio Rodríguez                |
| 1990                                                                              | Carmen Gloria Trujillo García      | La Fenice                           | Almacenes El Kilo                                | Justo Gutiérrez                     |
| 1991                                                                              | Isabel Luis Hernández              | Al ritmo de la noche                | J&B                                              | Leo Martínez                        |
| 1992                                                                              | Patricia Rodríguez Pérez           | Catira                              | Centro Comercial Maya                            | José Julio Rodríguez y Juan Fajardo |
| 1993                                                                              | Carlota Bibiana Sosa Borges        | Pim, pam, pum... fuego              | Casinos de Juego de Tenerife                     | Marcos Marrero y María Díaz         |
| 1994                                                                              | María Candelaria Rodríguez Pacheco | Diva                                | Casinos de Juego de Tenerife                     | Marcos Marrero y María Díaz         |
| 1995                                                                              | María Elena Luis Luis              | Palabras mágicas                    | Páginas Amarillas                                | Marcos Marrero y María Díaz         |
| 1996                                                                              | Nayra Plasencia Jorge              | Ra                                  | Almacenes El Kilo                                | Justo Gutiérrez                     |
| 1997                                                                              | Soledad León Rancel                | Mamut                               | Almacenes El Kilo                                | Leo Martínez                        |
| 1998                                                                              | Natalia Castilla Bermúdez          | Miss Saigón                         | Almacenes El Kilo                                | Leovic Canarias                     |
| 1999                                                                              | Laura Pérez Castro                 | A los pies de Yalpur                | Azul Televisión                                  | Vicente Vargas                      |
| 2000                                                                              | Shaila Martín Ramos                | Manila Yerichana                    | Ron Santa Teresa                                 | Juan Carlos Armas                   |
| 2001                                                                              | Silvia González Rodríguez          | Talismán                            | Almacenes El Kilo                                | Juan Pedro Quintero                 |
| 2002                                                                              | Lorena Díaz García                 | Alta temperatura                    | Centro Comercial del Mueble                      | Miguel Ángel Castila                |
| 2003                                                                              | Natalia Díaz Mesa                  | Láquesis                            | Centro Comercial Carrefour                       | Santi Castro                        |
| 2004                                                                              | Natalia Acosta Jorge               | Miércoles de luna llena             | Bingo Colombófilo                                | Juan Carlos Armas                   |
| 2005                                                                              | Ana María Pérez Meneses            | Rozando la piel del cielo           | Centro Comercial Alcampo                         | Juan Carlos Armas                   |
| 2006                                                                              | Neólida Hernández Martín           | El carro de la gloria               | Grupo AC Bingo Colombófilo                       | Juan Carlos Armas                   |
| 2007                                                                              | Elisabeth García                   | Miss Dior                           | Periódico El Día                                 | Leo Martínez                        |
| 2008                                                                              | Nauzet Celeste Cruz                | La edad de oro                      | Centro Comercial Carrefour                       | Santi Castro                        |
| 2009                                                                              | Ana María Tavárez Mata             | Embrujada                           | Periódico El Día                                 | Leo Martínez                        |
| 2010                                                                              | Alicia San Juan Mc-Nulty           | En el País de las Maravillas        | Periódico El Día                                 | Leo Martínez                        |
| 2011                                                                              | Naomi Cabrera Pulido               | Cien años de historia               | Periódico El Día                                 | Leo Martínez                        |
| 2012                                                                              | Carmen Gil González                | Imperio                             | Zona Comercial Tranvía                           | Santi Castro (Saliarca)             |
| 2013                                                                              | Soraya Rodríguez Castro            | Volare                              | Centro Comercial Carrefour - Meridiano           | Saliarca Creativos                  |
| 2014                                                                              | Amanda Perdomo Sanjuán             | Poderosa amazona                    | Mc Donald´s y La Opinión de Tenerife             | Daniel Pages                        |
| 2015                                                                              | Adtemexi Cruz Hernández            | Áurea                               | Fuentealta y Asociación Cultural "Tu Santa Cruz" | Jorge González Santana              |
| 2016                                                                              | Cecilia Navarro Arteaga            | Arena blanca del desierto           | Mc Donald´s y La Opinión de Tenerife             | Daniel Pages                        |
| 2017                                                                              | Judit López García                 | Madame Soleil                       | Fuentealta                                       | Jorge González Santana              |
| 2018                                                                              | Laura Lourido Pérez                | Renacida                            | Fuentealta                                       | Jorge González Santana              |
| 2019                                                                              | Priscila Medina Quintero           | La Nuit                             | Autoinsular Citroën                              | Sedomir Rodríguez de la Sierra      |
| 2020                                                                              | Sara Cruz Teja                     | Sentir                              | CC y de Ocio Alcampo La Laguna                   | Sedomir Rodríguez de la Sierra      |
| La Gala de Elección de la Reina no se celebró en 2021 por la pandemia de COVID-19 |                                    |                                     |                                                  |                                     |
| 2022                                                                              | Ruth González Martín               | Mírame                              | Centro Comercial Añaza Carrefour                 | Santi Castro                        |
| 2023                                                                              | Adriana Peña Fumero                | Lisboa                              | Centro Comercial Añaza Carrefour                 | Santi Castro                        |
| 2024                                                                              | Corina Mrazek González             | El Mundo                            | Centro Comercial Añaza Carrefour                 | Santi Castro                        |
| 2025                                                                              | Elizabeth Victoria Ledesma Laker   | Conexión                            | Mc Donald's y El Día - La Opinión de Tenerife    | Alexis Santana                      |

Estadísticamente, Almacenes El Kilo es la empresa que ha patrocinado a un mayor número de Reinas, con un total de siete. El Círculo de Amistad XII de Enero y el Periódico El Día acumulan cuatro Reinas cada una. En 2024, la Reina representaba al Centro Comercial Añaza Carrefour, que obtenía la Reina por tercera edición consecutiva.
Entre los diseñadores, la diseñadora con más Reinas es María Isabel Coello. con un total de nueve (incluyendo seis Reinas consecutivas entre los años 1965 y 1970). Le siguen Leo Martínez, con 8; Justo Gutiérrez, con 7; Santi Castro, que en 2024 suma su sexta Reina; y Juan Carlos Armas y Luis Dávila, con 4 Reinas cada uno.

#### Elección de la Guardiana del Cetro del Carnaval (2021)
En octubre de 2020, José Manuel Bermúdez, el alcalde de Santa Cruz de Tenerife, anunciaba en rueda de prensa la cancelación del Carnaval 2021 como consecuencia de la situación sanitaria causada por la pandemia de COVID-19 en España. El Ayuntamiento organizó una programación alternativa, que incluía la emisión de vídeos recopilatorios de la fiesta en ediciones anteriores. De esta forma, la Gala de la Reina fue sustituida por el espectáculo "Santa Cruz, corazón del Carnaval", emitido a través de TVE y Televisión Canaria, y en el que el público elegiría a la Guardiana del Cetro (quien sería la encargada de custodiar el mismo hasta la celebración del siguiente Carnaval) a través de las líneas telefónicas. Las doce aspirantes a este título serían antiguas Reinas del Carnaval de las últimas dos décadas, que lucirían nuevas creaciones de los diseñadores del Carnaval en una versión más reducida (eliminando el uso de ruedas y reduciendo las medidas habituales). Naomi Cabrera Pulido, Reina del Carnaval en el año 2019, fue finalmente elegida Guardiana del Cetro con un 19% de los votos de la audiencia. Lucía una creación del diseñador Alexis Santana con la alegoría Volver a vivir.

### Viernes: La Cabalgata Anunciadora

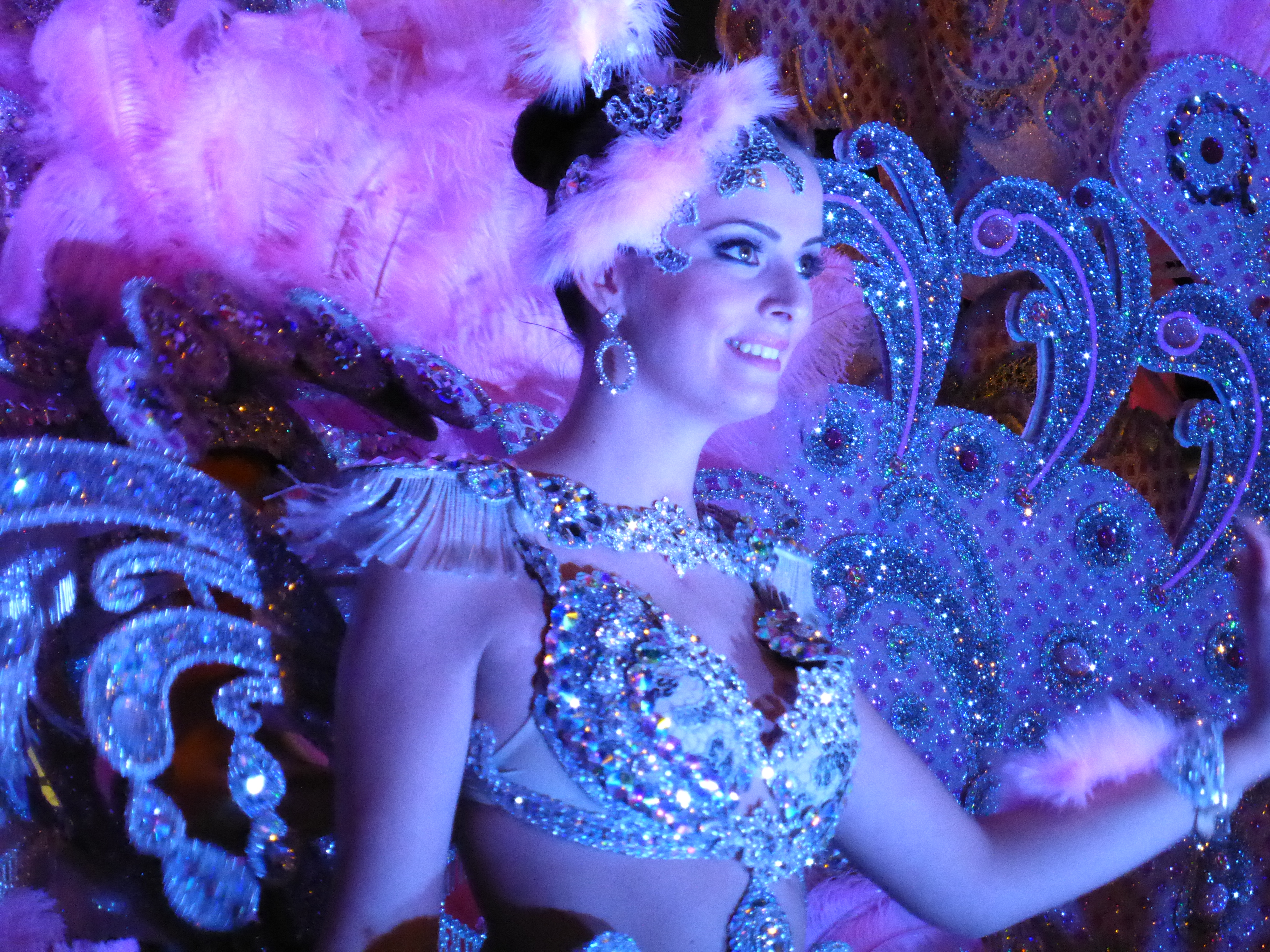
Una de las damas en la Cabalgata anunciadora de 2016

El viernes tiene lugar la cabalgata anunciadora, en la que todos los grupos carnavaleros recorren las principales arterias de la ciudad "anunciando" la llegada del carnaval. Comienza en el Parque de la Granja, para concluir en la Plaza de España. Atravesando las Ramblas; Avenida Islas Canarias; la Plaza Weyler y la calle Méndez Núñez para volver a Las Ramblas y de ahí girar hacia la avenida Anaga y terminar en la Plaza de Europa o en la fachada posterior del Cabildo de Tenerife. La reina y las damas de honor pasan en su propia carroza, escoltadas por las comparsas. Las murgas y rondallas van repartidas por la comitiva. Las carrozas privadas también participan en la cabalgata. En total, son más de 4 horas a ritmo de batucadas y otros ritmos latinos. Al finalizar, bien entrada la noche, da comienzo la fiesta oficialmente en la calle.

### Sábado de Carnaval
El Sábado de Carnaval es un día dedicado íntegramente al baile. Hay dos escenarios principales; uno en la Plaza de la Candelaria (sustituyendo al de la Plaza de España tras la remodelación de esta), y otro en la Plaza del Príncipe. Dependiendo de la comisión de fiestas, se opta por montar o un escenario más en la Plaza de Europa (llamada también La plaza de Hacienda por encontrarse al lado de dicho edificio, o carpas en la Plaza de la Iglesia de la Concepción (música electrónica) y en la propia Plaza de Europa. En ellos actúan grupos generalmente de música latina. Los bailes no solamente abarcan esos tres puntos sino todas las calles que las conectan, calles llenas de chiringuitos y carrozas con su propia música. Una de las calles principales del carnaval es la calle "Bethencourt Afonso" conocida popularmente como "Calle San José".

### Domingo: Carnaval de día
Hoy por hoy es una actividad consolidada que se creó en el año 2008. Se planteó que la familia también debía ser protagonista de esta fiesta declarada de Interés Turístico Internacional organizando una jornada diurna. Algunas voces descalificaron la iniciativa porque se convertiría en un after para resacados; obviamente, esas críticas desaparecieron como una auténtica digresión al día siguiente, tras comprobar que 250.000 personas de todas las edades acudieron a la llamada que hizo el Ayuntamiento capitalino. A día de hoy el carnaval de día cuenta con dos actividades, la primera el primer domingo de la fiesta y la segunda el sábado de piñata, último fin de semana.

### Lunes de Carnaval
Es el día grande de la fiesta, con actuaciones estelares en los principales escenarios instalados en la capital. En 2009 el escenario de la Plaza de la Candelaria albergó el Dance Carnaval Santa Cruz, un evento de música electrónica que en su primera (y última) edición contó con Armand van Helden; Ron Carroll; Dj Craze; Roger Sánchez; DJ Darío; Real el Canario y Dj Ser.

### Martes: El Gran Coso Apoteosis
El martes tiene lugar el Gran Coso Apoteosis, una cabalgata que discurre a lo largo de la Avenida de Anaga y que supone el fin del Carnaval de manera oficial. Vuelven a desfilar los grupos del carnaval; carrozas; coches engalanados y reinas, pero esta vez de día y en un espectáculo celebrado especialmente para los turistas, que llegan en autobuses (llamados guaguas por los chicharreros, y canarios en general) desde las zonas turísticas de las islas.

### Miércoles de Ceniza
El miércoles de ceniza, primer día de Cuaresma, se celebra el Entierro de la Sardina. Las calles de Santa Cruz se visten de luto con crespones para acompañar a una sardina gigante de cartón-piedra en sus últimos momentos antes de ser quemada. La sardina es elaborada por los presos de la prisión Tenerife II. Durante el recorrido, se pueden oír los gritos desesperados por la muerte de la sardina de las "viudas". También destacan las burlas a la Iglesia con muchos participantes vestidos de papas, obispos y monjas imitando bendiciones y demás ritos religiosos en muchas ocasiones acompañados de objetos de índole sexual, fálicos sobre todo. Hace unos años, la decisión del ayuntamiento de Santa Cruz de trasladar el entierro de la sardina al viernes, haciéndolo coincidir con la llegada de unos cruceros turísticos a la ciudad, desató una polémica que llevó a que algunos grupos organizaran un entierro de la sardina alternativo el miércoles, sustituyendo la quema de la sardina, por la puesta de velas ante el Monumento del Chicharro en Santa Cruz de Tenerife.

### Sábado y Domingo de Piñata
Fin de semana que pone el término a Don Carnal hasta el año siguiente y cuyo protagonismo, sobre todo el sábado con el carnaval de día, ha crecido en las últimas décadas hasta el punto de tener alguna actuación de renombre internacional casi al mismo nivel que el propio lunes.
- Sábado de Piñata y desde 2008 se instaura el Carnaval de Día, aunque en su primera edición hubo de ser trasladado al domingo siguiente por motivos las inclemencias meteorológicas. Desde las 12.00 a las 16.00 horas, se celebra con actuaciones musicales simultáneas en al menos tres escenarios distribuidos por el centro de la ciudad: Plaza Weyler; Plaza del Príncipe; Plaza de la Candelaria.
- Domingo de Piñata se celebran por la mañana el concurso de automóviles antiguos y la tradicional actuación de la Afilarmónica NiFú-NiFá y de la agrupación lírica ganadora de la edición en la Plaza del Príncipe. El carnaval se despide por la noche, con una exhibición pirotécnica.

## Concursos

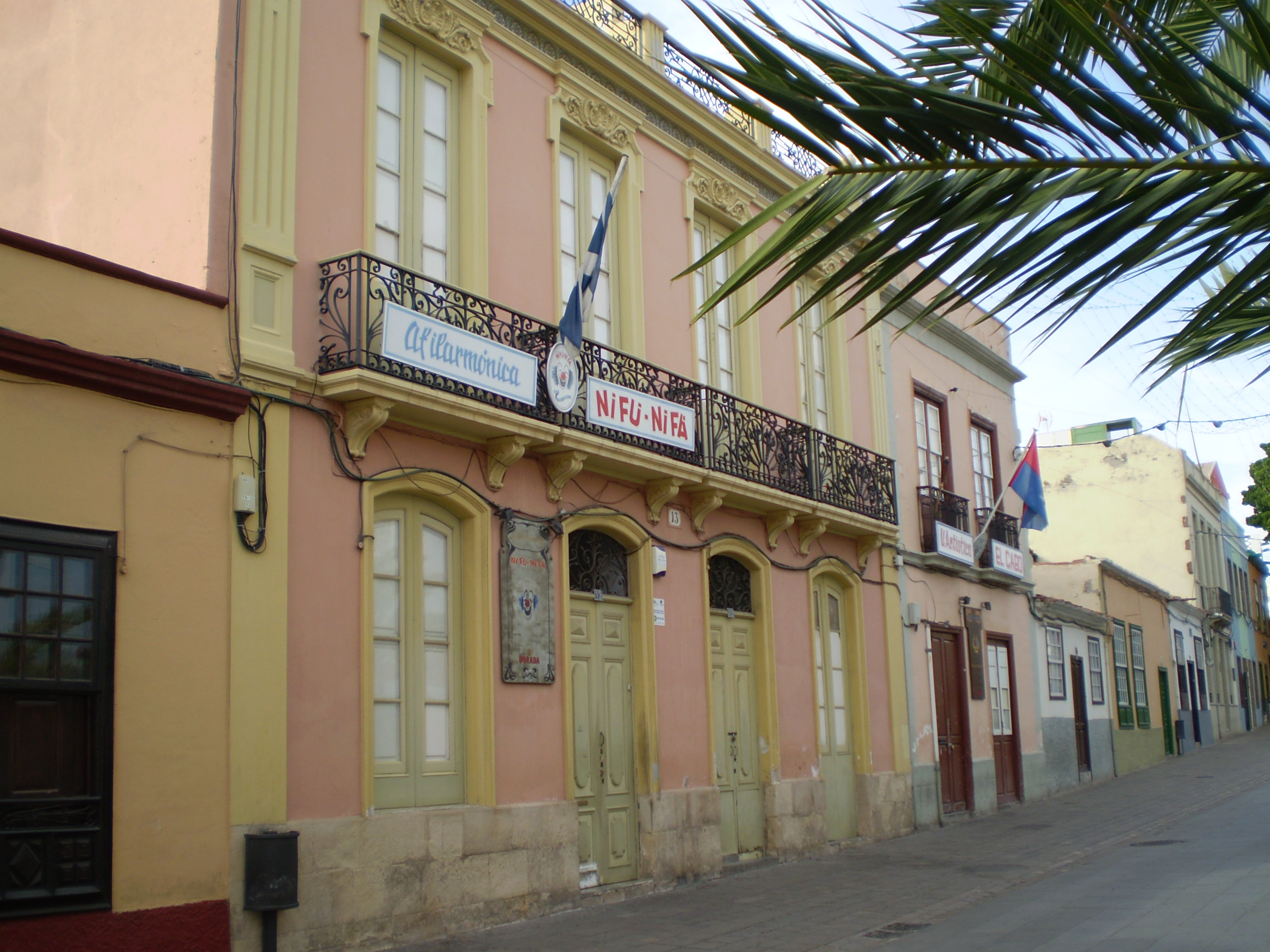
Sede social de la Afilarmónica NiFú-NiFá.

- Murgas Adultas: Es el principal concurso del Carnaval santacrucero, en el que las murgas cantando lo mejor de su repertorio tienen que hacer vibrar el abarrotado aforo. El público asistente llega incluso a acampar ante las taquillas para hacerse con una buena butaca.
- Murgas Infantiles: Es la versión infantil del Concurso de Murgas Adultas, en el que los participantes son menores de 18 años.
- Agrupaciones Musicales: Concurso en el que las agrupaciones musicales interpretan ritmos con clara inspiración caribeña.
- Agrupaciones de la 3.ª Edad: Está más orientado a la interpretación de temas relacionados con el folklore canario, cuyos integrantes pertenecen a lo que denomina "3.ª edad".
- Concursos de Rondallas y Agrupaciones Lírico-Musicales: Se celebra o bien en el Teatro Guimerá o en el Auditorio de Tenerife (dependiendo de la disponibilidad del edificio). El primer concurso de Rondallas data de 1961 y viene a ser la "parte culta" del Carnaval chicharrero, donde se interpretan temas de la lírica española, ópera y el "género chico" (la zarzuela). Se trata de agrupaciones líricas con acompañamiento de guitarras o instrumentos de pulso y púa. Como agrupaciones lírico-musicales participantes, el Carnaval de Santa Cruz de Tenerife cuenta con: La Zarzuela del Círculo de Amistad XII de Enero (fundada en 1975); Los Fregolinos (fundada en 1961); Orfeón La Paz (fundado en 1918); Masa Coral Tinerfeña (fundada en 1930); Agrupación Lírico-musical Gran Tinerfe (fundada en 1982); Unión artística El Cabo (fundada en 1942); Peña del Lunes 1965 (fundada en 1965); Agrupación Lírico Coral Los Aceviños (fundada en 2000)
- Concurso de Coreografías Adultas: Para la ocasión, gente "amateur" monta coreografías, como si de ballets de musicales se tratase.
- Concurso de Coreografías Infantiles: Versión infantil del concurso de Coreografías Adultas.
- Comparsas Adultas: Se premia la presentación y la coreografía sobre el escenario.
- Comparsas Infantiles: Versión infantil del concurso de Comparsas Adultas
- Ritmo y Armonía: Es donde una comparsa demuestra su valía como tal, y lo hace desfilando y bailando a ritmo de batucada por la Avenida de Anaga, en un concurso que nunca se sabe a qué hora podría terminar.
- Concurso de Carrozas.
- La Canción de la Risa: Comenzó en el año 2005 y su finalidad es la de premiar la canción y puesta en escena más divertida creada para la ocasión. El tema es libre. Se celebra en el Teatro Guimerá. En su primera edición, el premio se lo llevó "Los Hijos de Buda", con una canción muy irónica sobre la Familia Real Española. Las tres últimas ediciones se las llevó "No tengo el chichi pa'farolillos"; con una cancíón irónica sobre el "affair" de La Pantoja y Cachuli; la segunda sobre la selección de esperma para fecundar un óvulo y la edición de 2009 con el tema "no es serio este cementerio".

### Comparsas

#### Interpretación, Presentación (Disfraz) y Ritmo y Armonía
| Año  | 1.º Interpretación | 2.º Interpretación | 3.º Interpretación | Accésit Interpretación | 1.º Presentación | 2.º Presentación | 3.º Presentación | Accésit Presentación | 1.º Ritmo y Armonía | 2.º Ritmo y Armonía | 3.º Ritmo y Armonía | Accésit Ritmo y Armonía | 1.º público     |
| ---- | ------------------ | ------------------ | ------------------ | ---------------------- | ---------------- | ---------------- | ---------------- | -------------------- | ------------------- | ------------------- | ------------------- | ----------------------- | --------------- |
| 1971 | Sudamericanos      | Rumberos           | -                  | -                      | -                | -                | -                | -                    | -                   | -                   | -                   | -                       | -               |
| 1972 | Danzarines         | Rumberos           | -                  | -                      | -                | -                | -                | -                    | -                   | -                   | -                   | -                       | -               |
| 1973 | Rumberos           | Brasileiros        | Danzarines         | -                      | -                | -                | -                | -                    | -                   | -                   | -                   | -                       | -               |
| 1974 | Brasileriros       | Danzarines         | Río Grande         | -                      | -                | -                | -                | -                    | -                   | -                   | -                   | -                       | -               |
| 1975 | Brasileiros        | Cariocas           | Río Grande         | -                      | -                | -                | -                | -                    | -                   | -                   | -                   | -                       | -               |
| 1976 | Brasileiros        | Cariocas           | Río Grande         | -                      | -                | -                | -                | -                    | -                   | -                   | -                   | -                       | -               |
| 1977 | Brasileiros        | Tamanacos          | Río Grande         | -                      | -                | -                | -                | -                    | -                   | -                   | -                   | -                       | -               |
| 1978 | Tamanacos          | Brasileiros        | Cariocas           | -                      | -                | -                | -                | -                    | -                   | -                   | -                   | -                       | -               |
| 1979 | Cariocas           | Tamanacos          | Brasileiros        | -                      | -                | -                | -                | -                    | -                   | -                   | -                   | -                       | -               |
| 1980 | Danzarines         | Brasileiros        | Joroperos          | -                      | -                | -                | -                | -                    | Tamanacos           | -                   | -                   | -                       | -               |
| 1981 | Joroperos          | -                  | -                  | -                      | Tamanacos        | Danzarines       | joroperos        | -                    | Joroperos           | -                   | -                   | -                       | -               |
| 1982 | Joroperos          | -                  | -                  | -                      | Tamanacos        | Joroperos        | Danzarines       | -                    | Joroperos           | -                   | -                   | -                       | -               |
| 1983 | Tamanacos          | Brasileiros        | Joroperos          | -                      | Danzarines       | Tamanacos        | Joroperos        | -                    | Danzarines          | -                   | -                   | -                       | -               |
| 1984 | Brasileiros        | -                  | -                  | -                      | Tabajaras        | Cariocas         | Danzarines       | -                    | Tamanacos           | Danzarines          | -                   | -                       | -               |
| 1985 | Danzarines         | Joroperos          | Tamanacos          | -                      | Cariocas         | Tamanacos        | Danzarines       | -                    | Tamanacos           | Danzarines          | Cariocas/Joroperos  | -                       | -               |
| 1986 | Danzarines         | Cariocas           | Joroperos          | -                      | Cariocas         | Danzarines       | Tamanacos        | -                    | Tamanacos           | Cariocas            | Joroperos           | -                       | -               |
| 1987 | Cariocas           | Siboney            | Joroperos          | -                      | Tamanacos        | Danzarines       | Brasileiros      | -                    | Cariocas            | Danzarines          | Tamanacos           | -                       | -               |
| 1988 | Cariocas           | Danzarines         | Tamanacos          | -                      | Tamanacos        | Brasileiros      | Cariocas         | -                    | -                   | -                   | -                   | -                       | -               |
| 1989 | Cariocas           | Danzarines         | Valleiros          | -                      | Danzarines       | Cariocas         | Tabajaras        | -                    | Cariocas            | Danzarines          | Joroperos           | -                       | -               |
| 1990 | Tabajaras          | Cariocas           | Valleiros          | Joroperos              | Tabajara         | Cariocas         | Danzarines       | Corumba              | Cariocas            | Danzarines          | Joroperos           | -                       | -               |
| 1991 | Cariocas           | Tabajaras          | Danzarines         | Joroperos              | Tabajaras        | Danzarines       | Valleiros        | Cariocas             | Cariocas            | Joroperos           | Danzarines          | -                       | -               |
| 1992 | Danzarines         | Joroperos          | Tabajaras          | Cariocas               | Tabajaras        | Cariocas         | Brasileiros      | Danzarines           | Cariocas            | Danzarines          | Joroperos           | Bahía Dorada            | -               |
| 1993 | Cariocas           | Rumberos           | Danzarines         | Brasileiros            | Brasileiros      | Tabajaras        | Cariocas         | Danzarines           | Cariocas            | Joroperos           | Valleiros           | Río Orinoco             | -               |
| 1994 | Cariocas           | Tabajaras          | Brasileiros        | Joroperos              | Brasileiros      | Tabajaras        | Cariocas         | -                    | Joroperos           | Cariocas            | Danzarines          | -                       | -               |
| 1995 | Cariocas           | Rumberos           | Joroperos          | Tabajaras              | Brasileiros      | Danzarines       | Rumberos         | Río Orinoco          | Danzarines          | Rumberos            | Joroperos           | Cariocas                | -               |
| 1996 | Tabajaras          | Joroperos          | Rumberos           | -                      | Río Orinoco      | Danzarines       | Brasileiros      | Rumberos             | Danzarines          | Cariocas            | Tropicana           | -                       | Tropicana       |
| 1997 | Tropicana          | Tabajara           | Valleiros          | -                      | Río Orinoco      | Tabajara         | Joroperos        | Brasileiros          | -                   | -                   | -                   | -                       | Valleiros       |
| 1998 | Tropicana          | Joroperos          | Valleiros          | Rumberos               | Danzarines       | Joroperos        | Valleiros        | Brasileiros          | Tropicana           | Brasileiros         | Joroperos           | Danzarines              | Valleiros       |
| 1999 | Joroperos          | Tropicana          | Rumberos           | -                      | Danzarines       | Río Orinoco      | Joroperos        | -                    | Tropicana           | Joroperos           | Río Orinoco         | Cariocas                | Tabajara        |
| 2000 | Joroperos          | Tabajaras          | Cariocas           | Valleiros              | Río Orinoco      | Cariocas         | Tropicana        | Joroperos            | Cariocas            | Joroperos           | Tropicana           | Danzarines              | Tropicana       |
| 2001 | Joroperos          | Tropicana          | Cariocas           | -                      | Tabajaras        | Joroperos        | Danzarines       | Río Orinoco          | Cariocas            | Joroperos           | Tropicana           | Danzarines              | Rumberos        |
| 2002 | Joroperos          | Danzarines         | Cariocas           | -                      | Río Orinoco      | Tabajaras        | Joroperos        | Danzarines           | Danzarines          | Joroperos           | Cariocas            | Tropicana               | Danzarines      |
| 2003 | Joroperos          | Tropicana          | Cariocas           | -                      | Río Orinoco      | Valleiros        | Tabajaras        | Joroperos            | Cariocas            | Joroperos           | Tropicana           | Danzarines              | Joroperos       |
| 2004 | Tropicana          | Cariocas           | Tabajaras          | -                      | Cariocas         | Tabajaras        | Valleiros        | Danzarines           | Danzarines          | Tropicana           | Río Orinoco         | Tabajaras               | Cariocas        |
| 2005 | Tabajaras          | Cariocas           | Joroperos          | -                      | Bahía Bahitiare  | Cariocas         | Valleiros        | Río Orinoco          | Cariocas            | Tabajaras           | Joroperos           | -                       | Cariocas        |
| 2006 | Danzarines         | Cariocas           | Joroperos          | -                      | Bahía Bahitiare  | Río Orinoco      | Cariocas         | Danzarines           | Joroperos           | Danzarines          | Cariocas            | Tabajaras               | Cariocas        |
| 2007 | Cariocas           | Danzarines         | Rumberos           | -                      | Rumberos         | Cariocas         | Danzarines       | Bahía Bahitiare      | Cariocas            | Danzarines          | Tropicana           | Tabajaras               | Cariocas        |
| 2008 | Cariocas           | Rumberos           | Danzarines         | -                      | Rumberos         | Tabajaras        | Danzarines       | Cariocas             | Cariocas            | Rumberos            | Danzarines          | Joroperos               | Cariocas        |
| 2009 | Joroperos          | Cariocas           | Danzarines         | Rumberos               | Rumberos         | Joroperos        | Bahía Bahitiare  | Danzarines           | Cariocas            | Joroperos           | Bahía Bahitiare     | Danzarines              | -               |
| 2010 | Joroperos          | Cariocas           | Rumberos           | Bahía Bahitiare        | Rumberos         | Joroperos        | Cariocas         | Danzarines           | Joroperos           | Cariocas            | rumberos            | Danzarines              | Bahía Bahitiare |
| 2011 | Joroperos          | Cariocas           | Rumberos           | Danzarines             | Joroperos        | Rumberos         | Danzarines       | Bahía Bahitiare      | Cariocas            | Joroperos           | Danzarines          | Bahía Bahitiare         | -               |

* En 1997 no hubo premios en la categoría de Ritmo y Armonía.
* En el año 2009 Danzarines Canarios premio Creatividad
* En el año 2010 Bahía Bahitiare premio Creatividad
* En los años 1980 y 1981 Danzarines Canarios premio Coreografía

### Clasificación
- Cariocas: 12 Primeros premios en Interpretación
- Joroperos: 12 Primeros premios en Interpretación
- Brasileiros: 6 Primeros premios en Interpretación
- Danzarines Canarios: 5 Primeros premios en Interpretación
- Tabajaras: 3 Primeros premios en Interpretación
- Tropicana: 3 Primeros premios en Interpretación
- Tamanacos: 2 Primeros premios en Interpretación
- Sudamericanos, Rumberos: 1 Primer premio en Interpretación cada uno
- Danzarines canarios, premio Coreografía años 1980 y 1981

## Área social y dimensión sociocultural

### Super Chicha

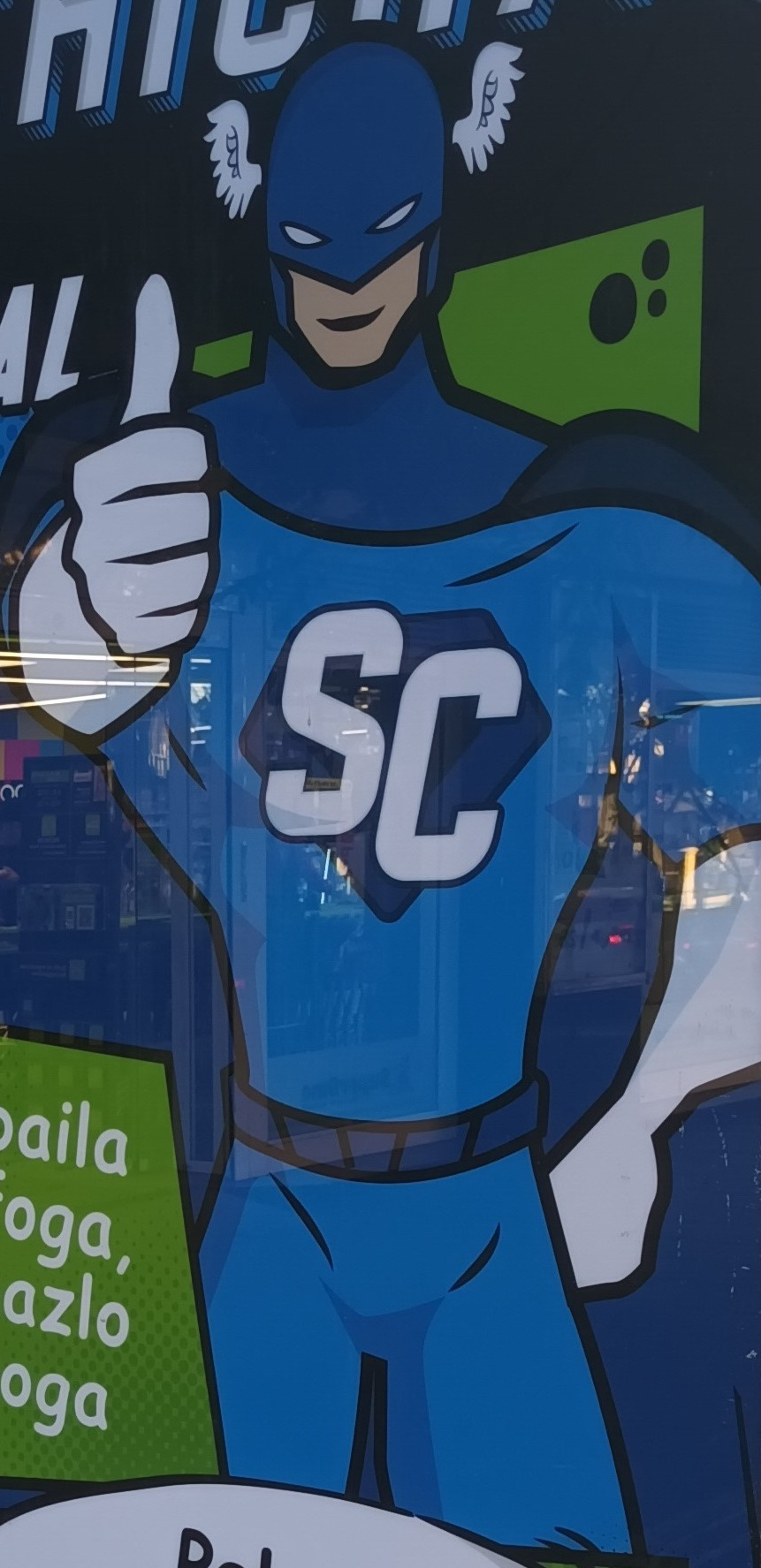
Super Chicha representado en un panel publicitario relacionado con el carnaval, en Santa Cruz de Tenerife

Super Chicha fue un personaje ficticio creado para el Carnaval de Santa Cruz de Tenerife del año 1999 y que se convirtió en un personaje alegórico y recurrente del carnaval. Para presidir el escenario de ese año cuya temática era el mundo del cómic, se creó una estatua monumental de un superhéroe patriótico de la isla de Tenerife que fue creado por el diseñador Guillermo Afonso, inspirándose para ello en el Capitán América.
Tras el carnaval, la escultura original de Super Chicha fue exhibida en el mercado del barrio de La Salud en Santa Cruz de Tenerife hasta 2012, cuando el Ayuntamiento se ve obligado a desmontar la escultura debido a su deterioro. Pese a que la estatua ya no existe como tal, Super Chicha se ha convertido en uno de los personajes carnavaleros más entrañables y queridos, al punto de ser considerado popularmente la "mascota" del Carnaval de Santa Cruz de Tenerife.

### Temas musicales
- Santa Cruz en Carnaval: Es el himno del Carnaval de Santa Cruz de Tenerife por antonomasia. La canción compuesta en 1974 por Agustín Ramos, con letra del poeta Delfín Yeste. La canción se compuso en plena caída del régimen franquista para ensalzar el verdadero significado de la fiesta como carnaval, en lugar de "fiestas de invierno", que es como se había rebautizado la fiesta durante la dictadura. La versión más conocida actualmente es la de la orquesta Billo's Caracas Boys.[26]

- Chicharrero de Corazón: Se trata de una canción creada por la murga Ni Pico-Ni Corto en 2008[27] y que se ha convertido en otro de los himnos del Carnaval de Santa Cruz de Tenerife. Desde que fuera estrenada, Chicharrero de corazón ha servido para promocionar la capital tinerfeña y su carnaval.[28]

### Casa del Carnaval
La Casa del Carnaval es un museo dedicado a esta emblemática fiesta ubicado en Santa Cruz de Tenerife e inaugurado en 2017. El recinto cuenta con dos áreas expositivas; una para exposiciones temporales y utilizada también como salón de actos, y otra para exposiciones permanentes en la que destacan los trajes de la reina del carnaval de cada año, los carteles originales del carnaval, vídeos temáticos de la historia de la fiesta, pantallas táctiles y gafas de realidad virtual, etc.
Además, el museo cuenta también con un taller de disfraces, maquillaje, caretas y pelucas, y tiene también una tienda de regalos y merchandising con recuerdos inspirados en el Carnaval de Santa Cruz de Tenerife.

### Récords y reconocimientos

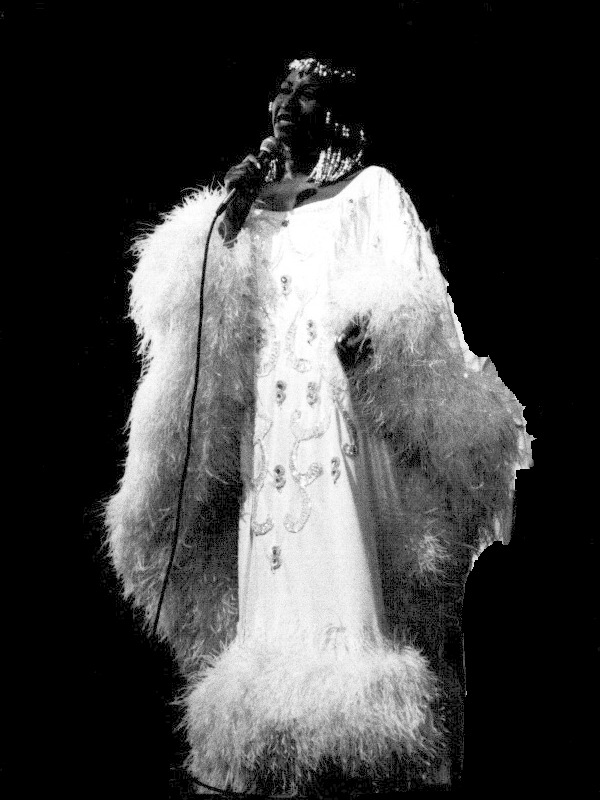
La cantante cubana Celia Cruz siempre fue una gran promotora del Carnaval de Santa Cruz de Tenerife. En 2004 fue declarada por el ayuntamiento como "Reina de Honor del Carnaval de Santa Cruz de Tenerife"

A lo largo de su historia el Carnaval de Santa Cruz de Tenerife ha obtenido numerosos reconocimientos e incluso récords mundiales, algunos de ellos son;
- El 18 de enero de 1980 fue declarado Fiesta de Interés Turístico Internacional por la Secretaría de Estado para el Turismo, siendo de este modo junto al Carnaval de Cádiz, los primeros carnavales españoles en recibir dicho reconocimiento. Y siendo el carnaval chicharrero durante cuarenta y tres años la única fiesta canaria con esta distinción, lo que la convierte en la fiesta más importante de las celebradas en el Archipiélago Canario.
- En 1987 acudió al Carnaval Chicharrero la cantante cubana Celia Cruz junto a la orquesta Billo's Caracas Boys, a la que asistieron 250.000 personas, fue registrada en el Libro Guinness de los récords como la mayor congregación de personas en una plaza al aire libre para asistir a un concierto. Récord que se sigue manteniendo en la actualidad.
- En 1993 el diseñador local Carlos Nieves, presenta el traje de mayores dimensiones presentados hasta la fecha. "Pacha entra en mi sueño", lucido por Mónica García Brito y alzada como 1.ª Dama de Honor.
- En el año 2000, el Carnaval de Santa Cruz de Tenerife, dedicado ese año a Los Piratas convirtió a la ciudad en Capital Mundial del Carnaval.
- En el 2010 el diseñador local Willy Jorge con la fantasía "La Diosa del deseo en una noche de Tangara" marcó un nuevo hito en la historia del carnaval, al acompañar el desfile de su candidata con dos Drag Queen. Este supuso un hecho revolucionario y distinto en las galas de las reinas al carnaval.
- En la actualidad el Carnaval de Santa Cruz de Tenerife aspira a convertirse en Patrimonio de la Humanidad.[9]
- Hoy en día es considerado el segundo carnaval más popular y conocido internacionalmente, después de los que se celebran en Río de Janeiro (Brasil).
- Entre los reconocimientos que posee este carnaval, se destaca el hecho de que a pesar de haber sufrido grandes persecuciones como en la Dictadura Franquista, nunca se logró extinguir este carnaval como fiesta mayor del pueblo chicharrero. Pues a pesar de las presiones nacionales la ciudad de Santa Cruz de Tenerife lo siguió celebrando ininterrumpidamente hasta la actualidad.
- En 2019, el Carnaval de Santa Cruz de Tenerife superó el récord alcanzado en 1987 con Celia Cruz, pues más de 400.000 personas bailaron al ritmo de Juan Luis Guerra durante el Carnaval de día el Sábado de Piñata, si bien ante falta de notario debido a la inesperada respuesta del público, no pudo ser registrado en el Libro Guiness.[10]

## Hermanamientos
El carnaval como fiesta mayor de la ciudad de Santa Cruz de Tenerife, ha motivado que tanto la ciudad como el propio carnaval se hermanen con algunas de las ciudades en donde se celebran grandes celebraciones de carnaval, entre ellas;
- Cádiz, España; Desde 1984, las ciudades de Cádiz y Santa Cruz de Tenerife se encuentran hermanadas, por cuyo principal motivo es el Carnaval de Cádiz con el que el de Santa Cruz comparte lazos históricos.[31] Posteriormente en 2014, se hermanaron también las instituciones de ambos carnavales.[32]
- Río de Janeiro, Brasil; Desde 1984, Santa Cruz está hermanada con la ciudad de Río de Janeiro por el especial vínculo entre el Carnaval Chicharrero y el Carnaval Carioca.[1][2][3][4]
- Niza, Francia; Desde 1989, esta ciudad francesa famosa por su carnaval, también está hermanada con Santa Cruz de Tenerife.[3][33]
- Nueva Orleans, Estados Unidos; Se está tramitando actualmente el hermanamiento con esta ciudad estadounidense y/o con el Carnaval Mardi Gras de Nueva Orleans.
- Venecia, Italia; Se está tramitando actualmente el hermanamiento con esta ciudad italiana y/o con el Carnaval de Venecia.
- Aalborg, Dinamarca; Se está tramitando actualmente el hermanamiento con esta ciudad danesa y/o con su carnaval.
- Barranquilla, Colombia; Se está tramitando actualmente el hermanamiento con esta ciudad colombiana y/o con el Carnaval de Barranquilla.

## Homenajes
El 30 de enero de 2025 Correos emitió un sello dedicado al Carnaval de Santa Cruz de Tenerife, dentro de la serie de Fiestas Populares españolas.